# Stadtpfarrkirche St. Blasius (Fulda)

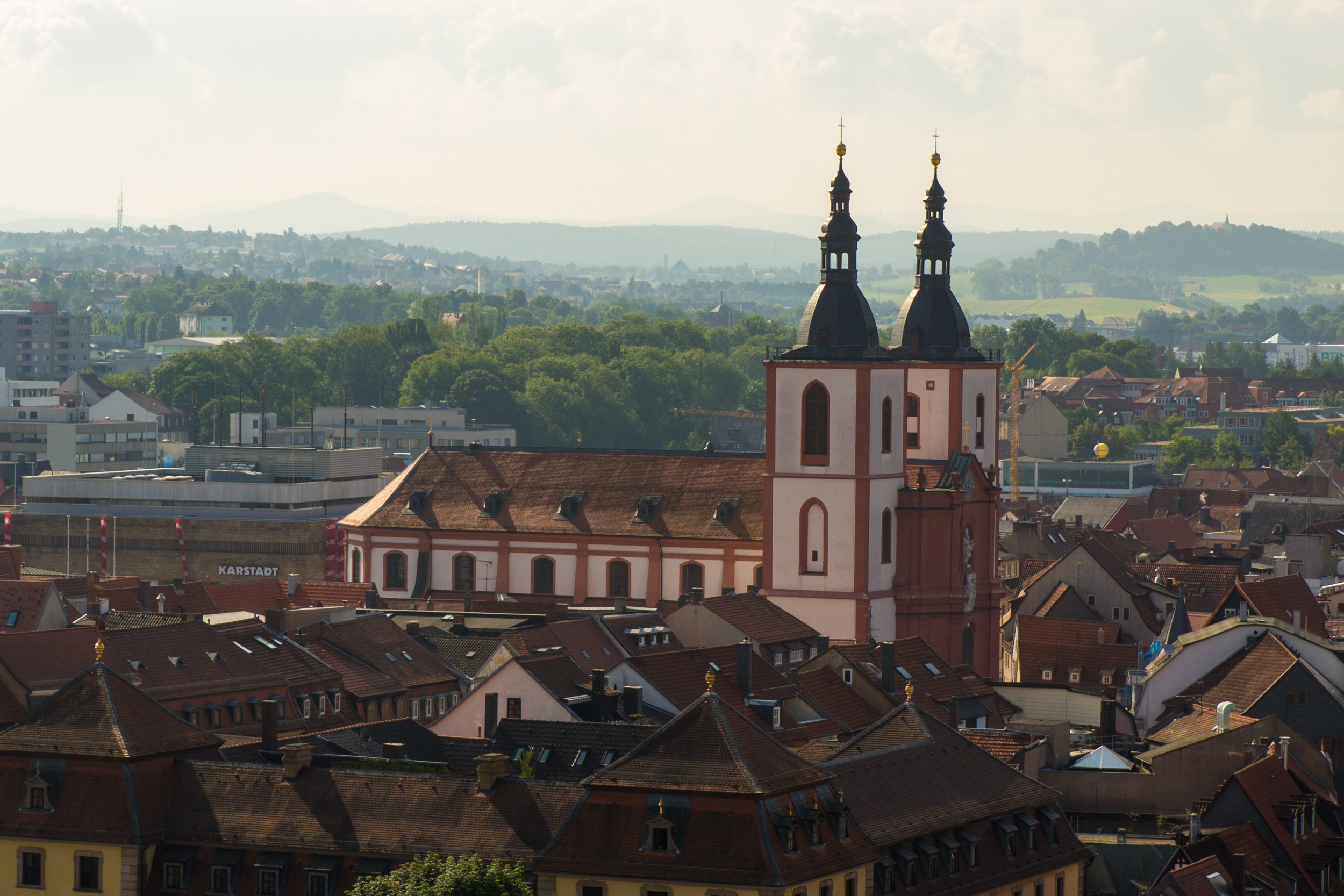
Stadtpfarrkirche St. Blasius

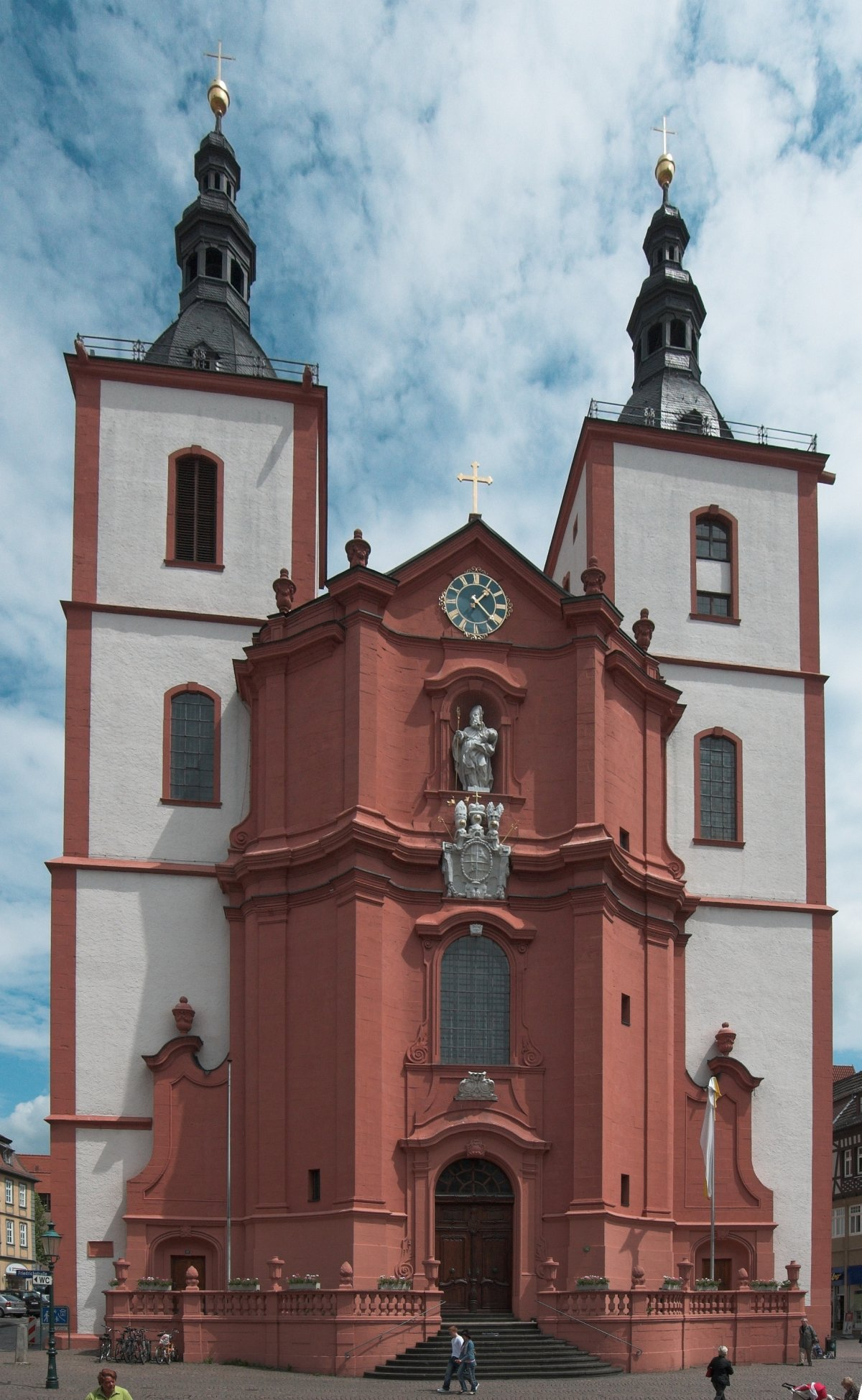
Vorderseite

Die katholische Stadtpfarrkirche St. Blasius in Fulda wurde in der Zeit von 1771 bis 1785 im barocken Stil nach den Plänen des Jesuitenbruders Johann Andreas Anderjoch erbaut. Sie ist die Heimat der 2015 gegründeten Innenstadtpfarrei St. Simplicius, Faustinus und Beatrix.

## Geschichte
Nach der Gründung des Klosters Fulda siedelten sich Handwerker und Kaufleute rund um das Kloster an. In dieser Zeit wurde um das Jahr 950 n. Chr. die erste Stadtpfarrkirche errichtet, welche wahrscheinlich dem Patrozinium des Mauritius unterstellt wurde und von einem Friedhof umgeben war.

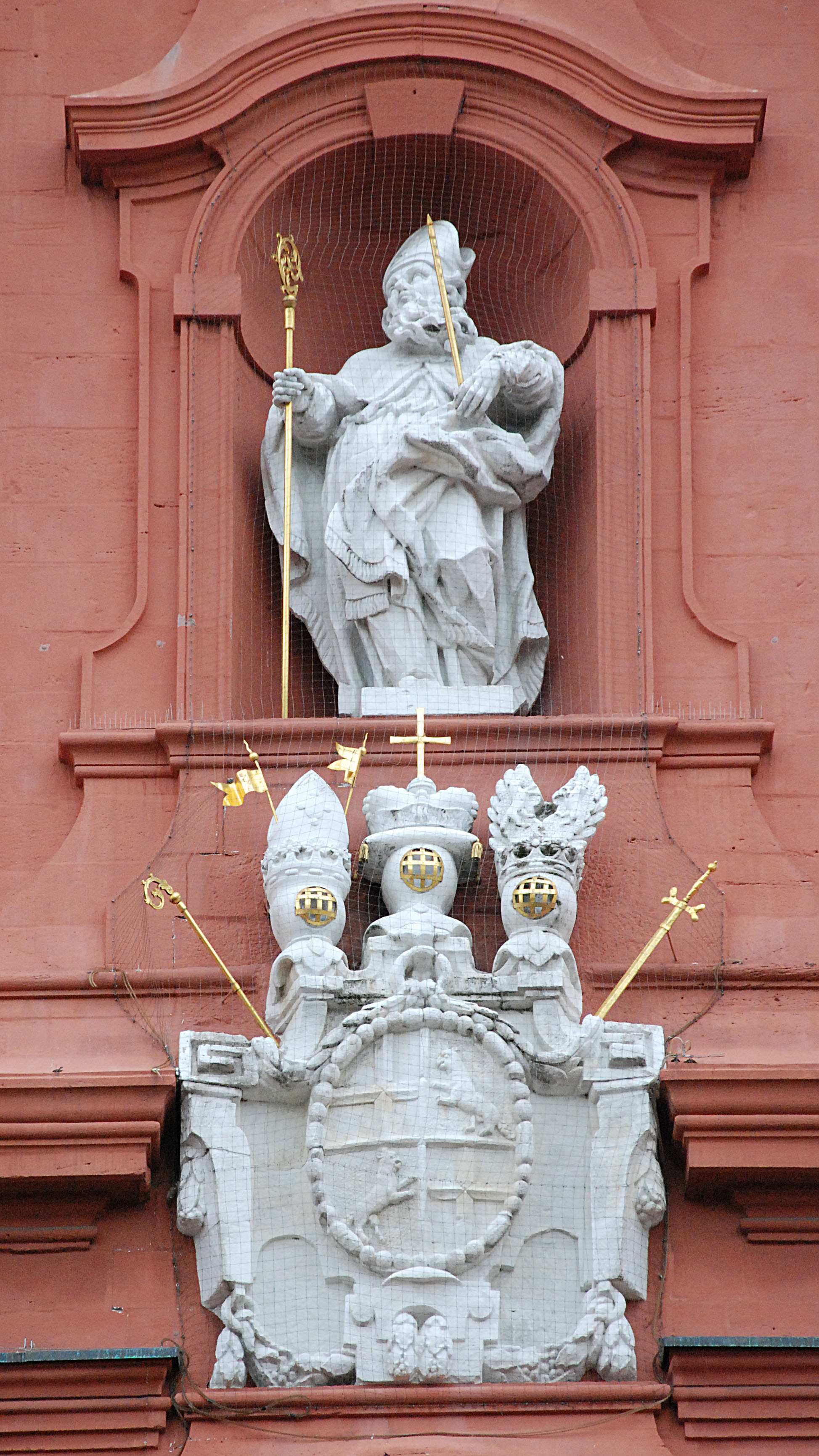
St. Blasius und Wappen Heinrichs von Bibra

Nach einem Brand im Jahre 1103 wurde eine neue Kirche im romanischen Stil errichtet, welche aus einem Langschiff, einem Querschiff, einem Chorquadrat und einer Halbrundapsis bestand. Als ihr Patrozinium ist 1221 der Heiliger Blasius bezeugt.
Im Zeitraum von 1447 bis 1470 wurde eine Stadtpfarrkirche im gotischen Stil erbaut. Aus dieser Zeit stammt der heutige Nordwestturm (linker Glockenturm), in dessen Inneren noch einige Überreste dieser Zeit zu erkennen sind.
Während der Reformation predigte Adam Krafft die neue Lehre, welche sich nicht durchsetzte. In der Zeit der hessischen Besetzung Fuldas bis zur Gegenreformation fand in der Stadtpfarrkirche evangelischer Gottesdienst statt.
1771 wurde unter Fürstbischof Heinrich von Bibra die alte Kirche abgerissen und mit dem Bau einer spätbarocken Stadtpfarrkirche begonnen. Die Pläne hierzu stammen von dem Jesuitenpater Andreas Anderjoch. Die Weihe erfolgte am 18. August 1785 auf das Patrozinium Blasius. 1837 wurde eine neue Orgel angeschafft, welche im Jahre 1901 erneuert wurde.

## Architektur
Die Stadtpfarrkirche besteht aus drei Schiffen, dabei ist das Mittelschiff optisch durch die angrenzenden Stützpfeiler abgetrennt. Sie besitzt außerdem rechts und links neben dem Altarraum zwei Sakristeianbauten.

### Türme
An der Westseite befinden sich die beiden Türme. Der nördliche hat dabei die Funktion des Glockenturms. Im Südturm, der aus der Barockzeit stammt, befindet sich die Wohnung des ehemaligen Türmers/Turmwächters der Stadt Fulda, welche bis zu seinem Tod 1822 in Gebrauch war und über 162 Treppenstufen zu erreichen ist. Beide Türme besitzen jeweils eine quadratische Plattform mit Rundgang und zwei Laternen und sind 53,60 m hoch.

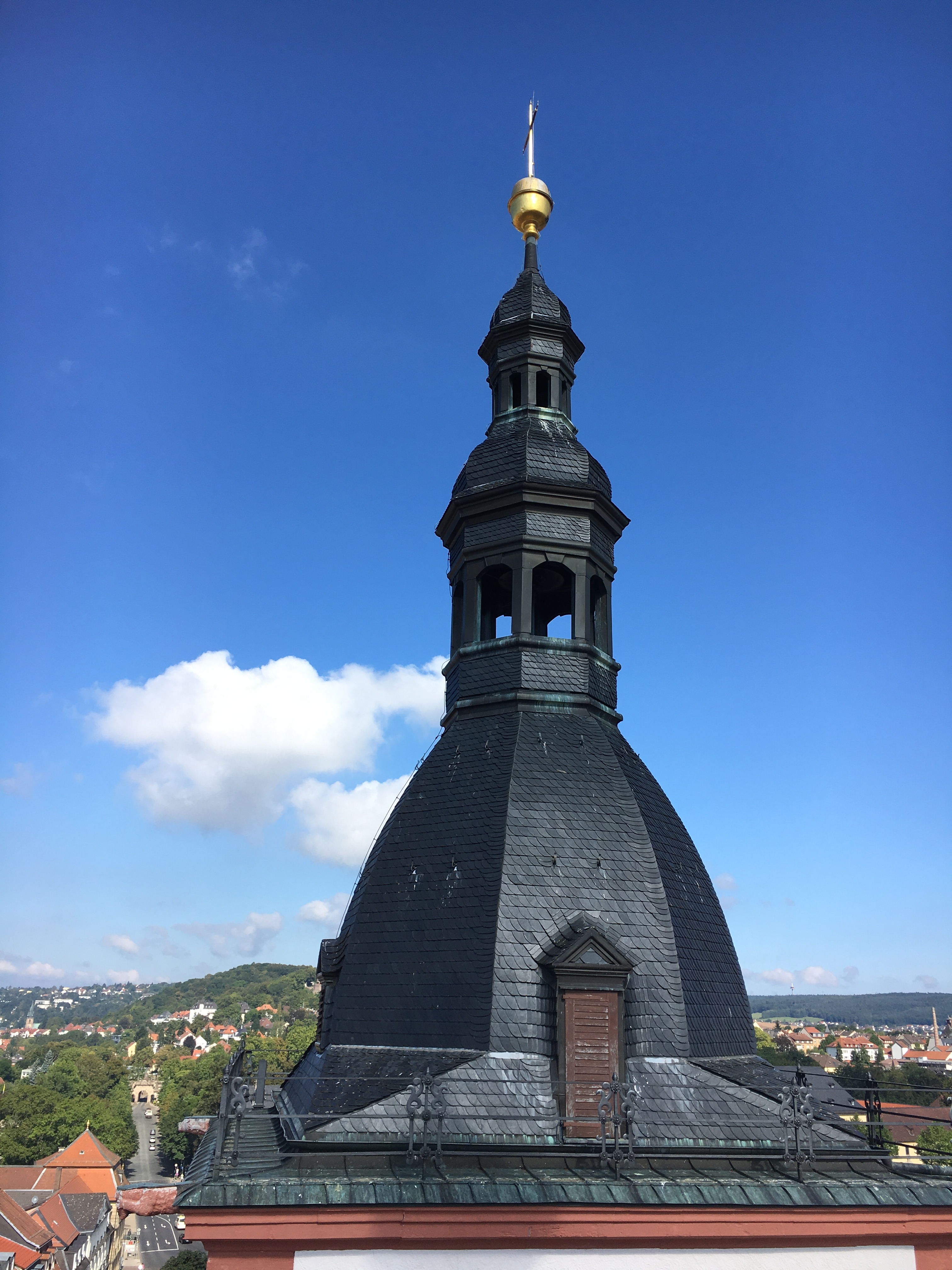
Rundgang des älteren Nordturms mit zwei Laternen
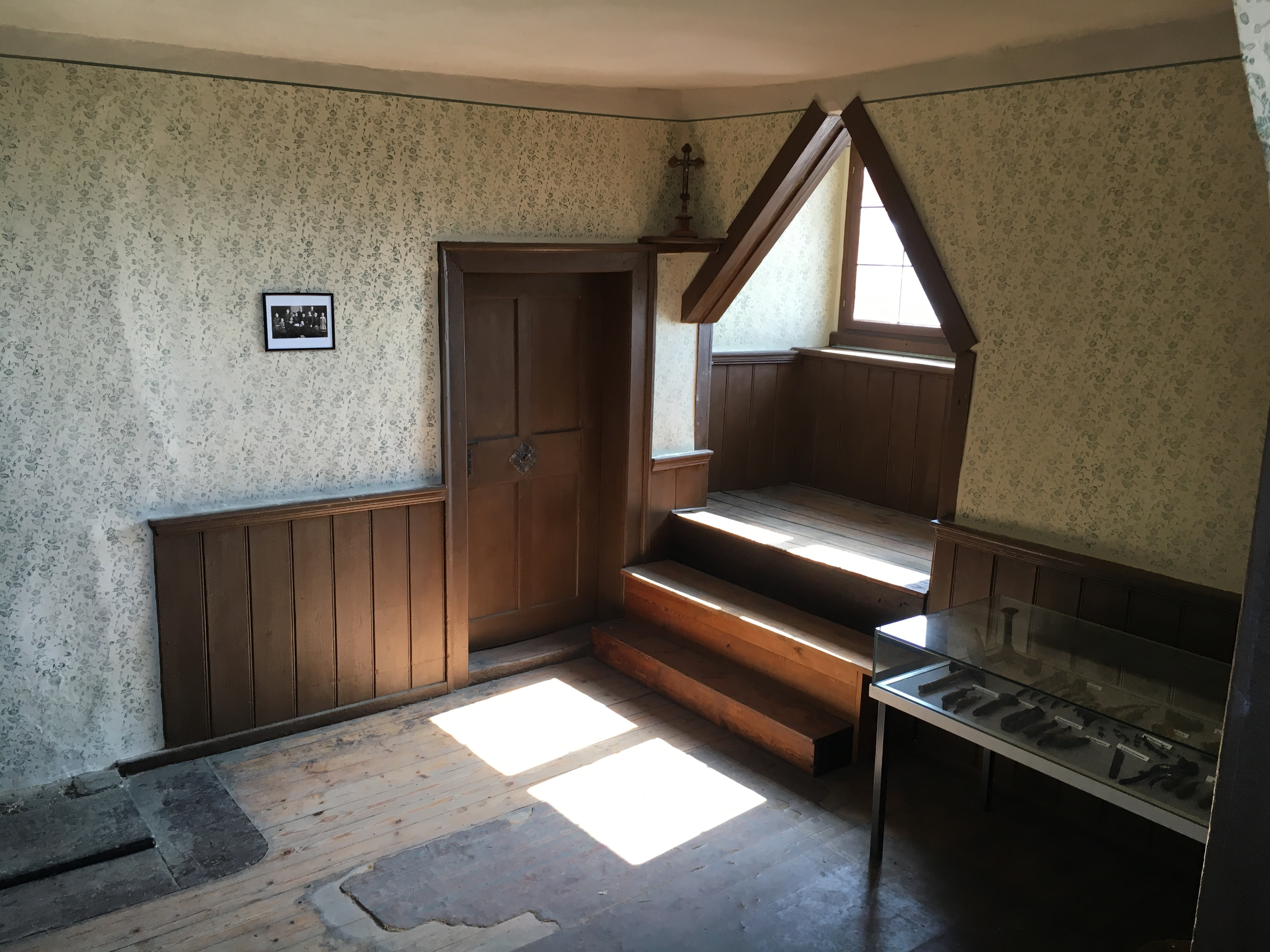
Blick in die ehemalige Türmerwohnung
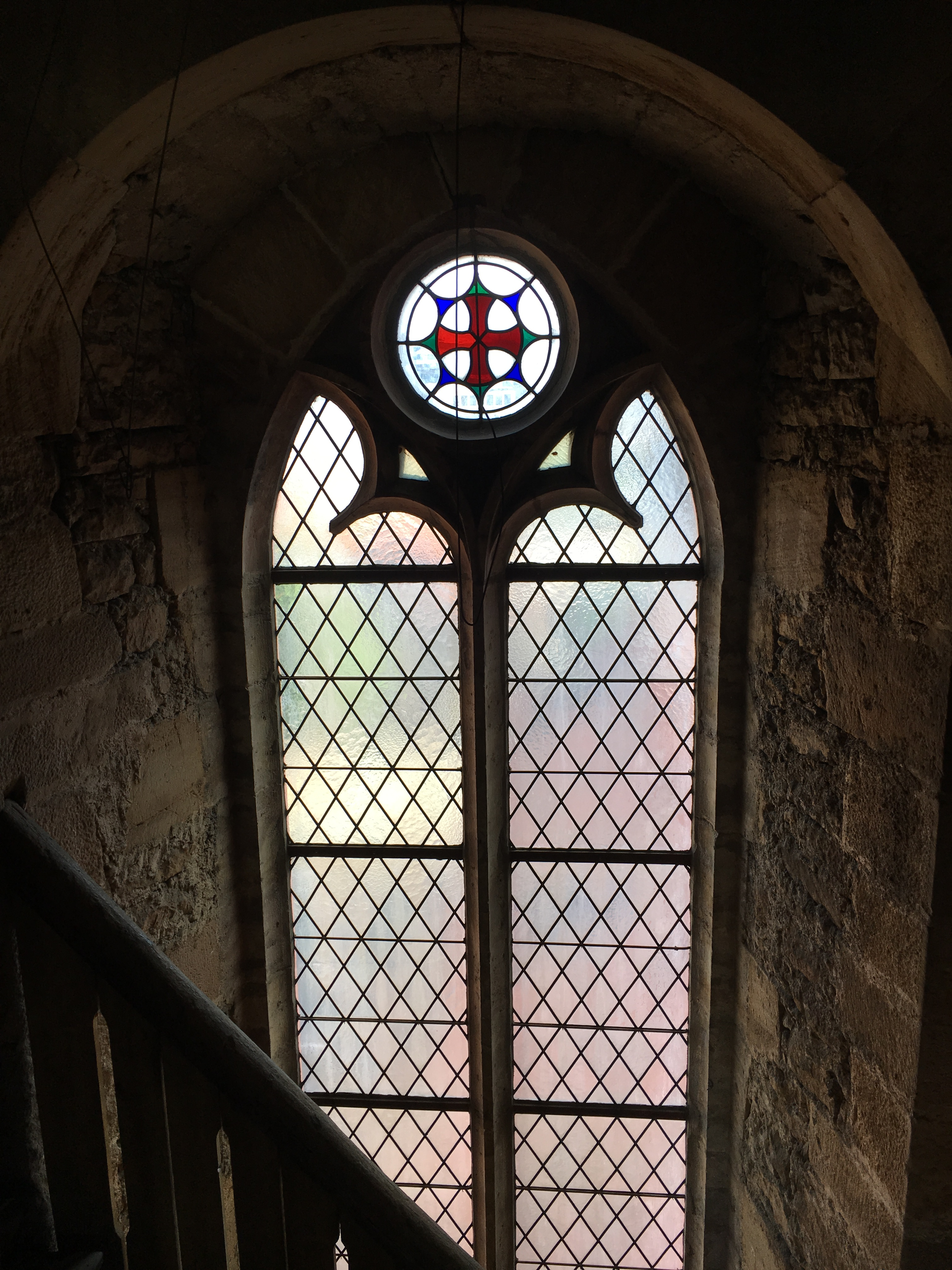
Fenster aus gotischer Stadtpfarrkirche im Nordturm
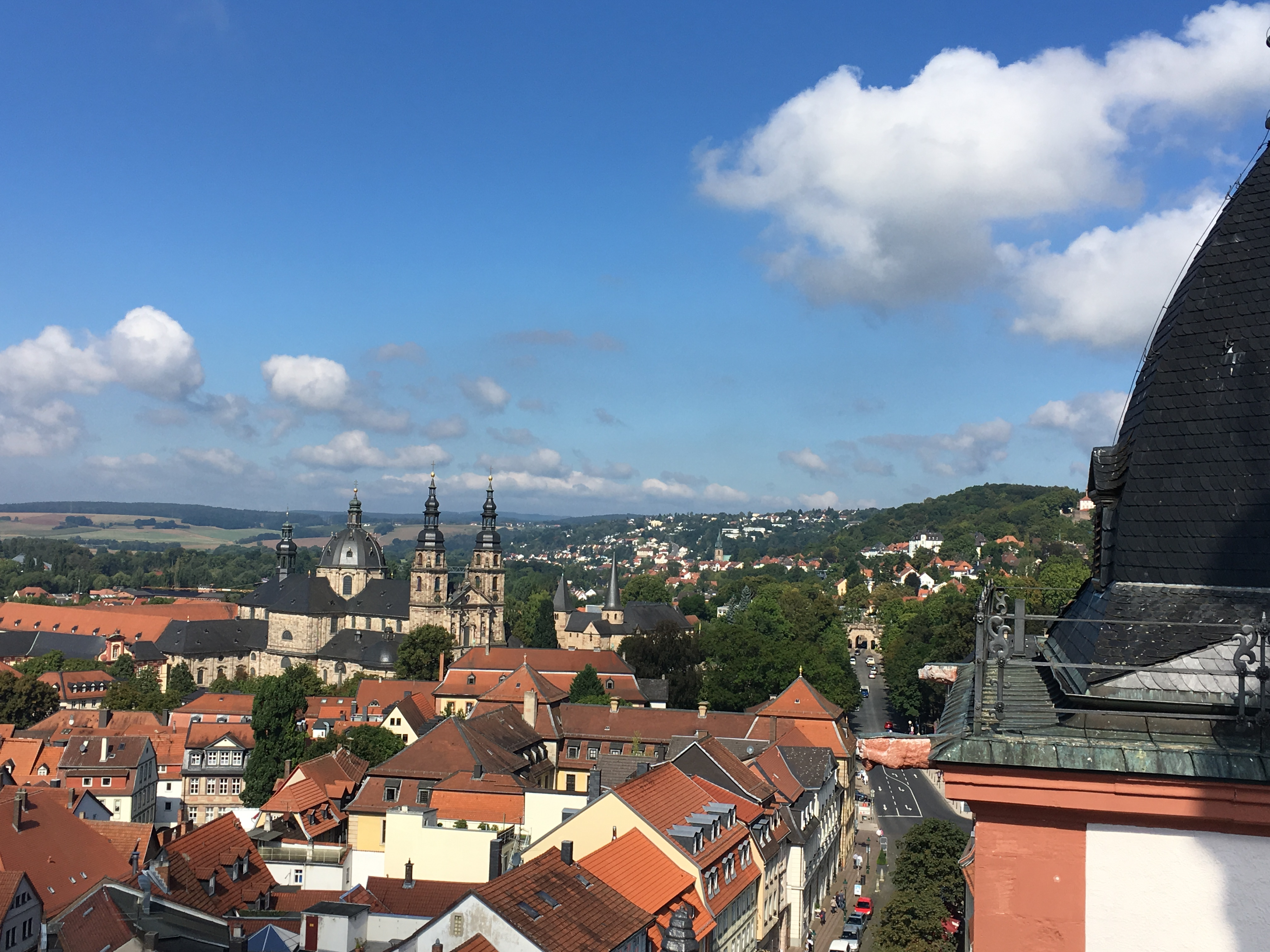
Blick auf den Dom vom Südturm

### Außenfassade
Zwischen beiden Türmen wird das Mittelschiff durch die herausstehende Westfassade mit Hauptportal abgeschlossen. Über dem hölzernen Portal befindet sich das Fuldaer Stadtwappen. Darüber folgt ein Rundfenster und das Wappen des ehemaligen Fuldaer Fürstbischofs Heinrich von Bibras. Unter der blauen Uhr mit goldenem Ziffernblatt steht eine Steinplastik des Heiligen Blasius’.

### Mittelschiff

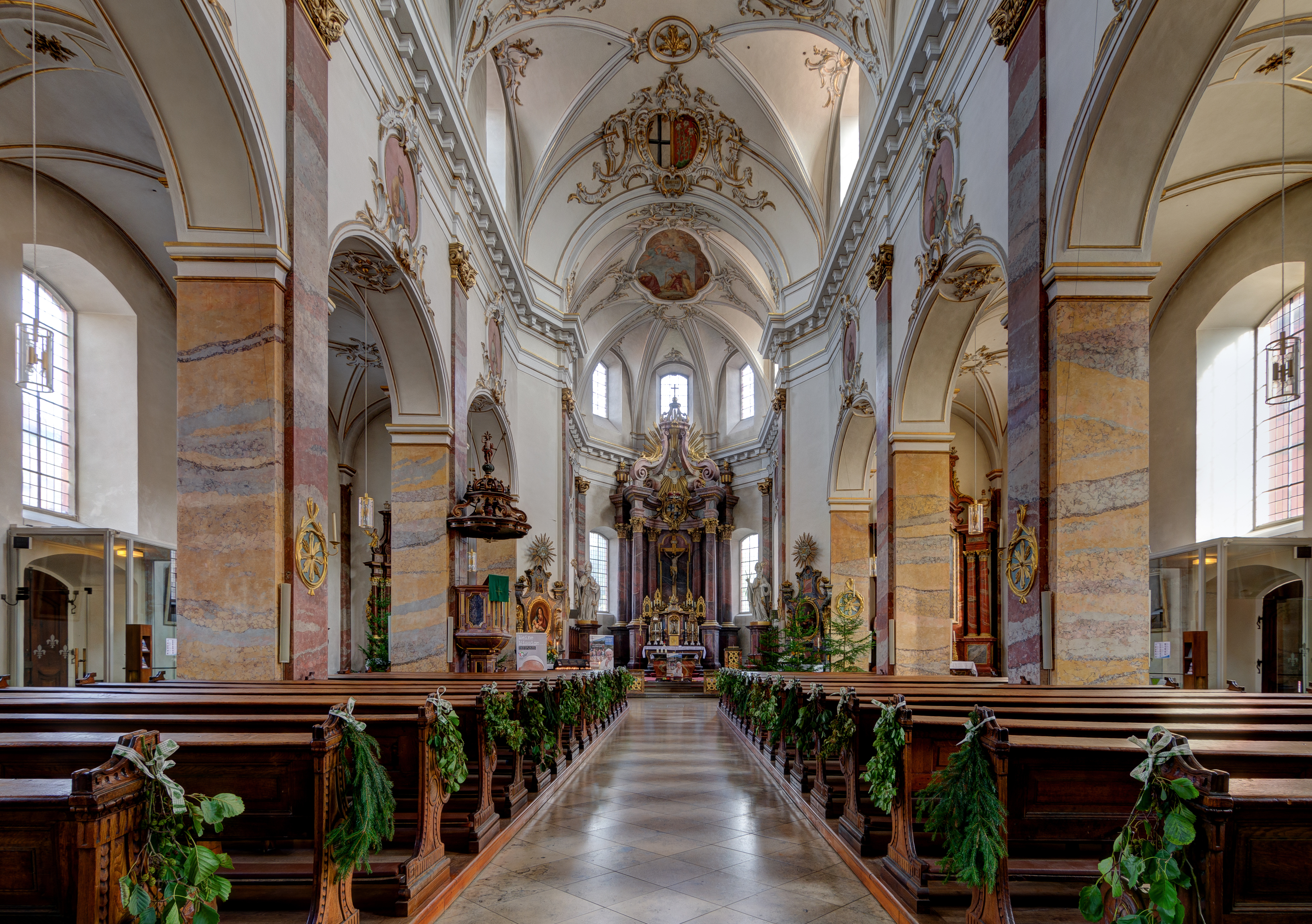
Innenansicht durch das Mittelschiff

Im inneren Mittelschiff sind links und rechts jeweils vier Arkaden, worüber Abbildungen von acht Aposteln zu erkennen sind. Dabei sind auf der linken Seite Johannes der Apostel, Jakobus der Jüngere, Bartholomäus, Simon und auf der rechten Seite Matthäus, Philippus, Thomas und Judas Thaddäus abgebildet. An der Decke befinden sich zwei Fresken von Johannes Andreas Herrlein. Das eine zeigt die Darstellung der Bergpredigt, an der Jesus das „Vater Unser“ lehrt (Mt 6,9), was an der lateinischen Unterschrift zu erkennen ist. Das zweite Deckenfresko zeigt die Stelle, an der Jesus die Händler aus dem Tempel vertreibt.
Vor dem Altarraum sind an den Schrägwänden jeweils rechts und links zwei Seitenaltäre.
Der nördliche Altar ist der Muttergottes gewidmet. Auf dem Altarbild ist Maria mit dem Jesuskind dargestellt. Darüber befindet sich ein Gemälde, auf dem der Heilige Dominikus den Rosenkranz von der Gottesmutter erhält. An der Spitze befindet sich ein Marienmonogramm.
Der südliche Altar ist dem Heiligen Josef gewidmet. Das Altarbild zeigt den Heiligen mit Engeln, einem Buch und Lilien. An der Spitze befindet sich ein Josefmonogramm.
Die Kanzel besteht aus zwei Teilen. Der obere Teil mit der Taube stammt aus der alten Kirche. Der untere Teil, welcher auf einer Säule steht, wurde 1889 hinzugefügt.
Am Ende des Mittelschiffs steht mittig das spätgotische Taufbecken. Der Bronzedeckel, an dessen Spitze ein Bergkristall angebracht ist, wurde hingegen später angefertigt.

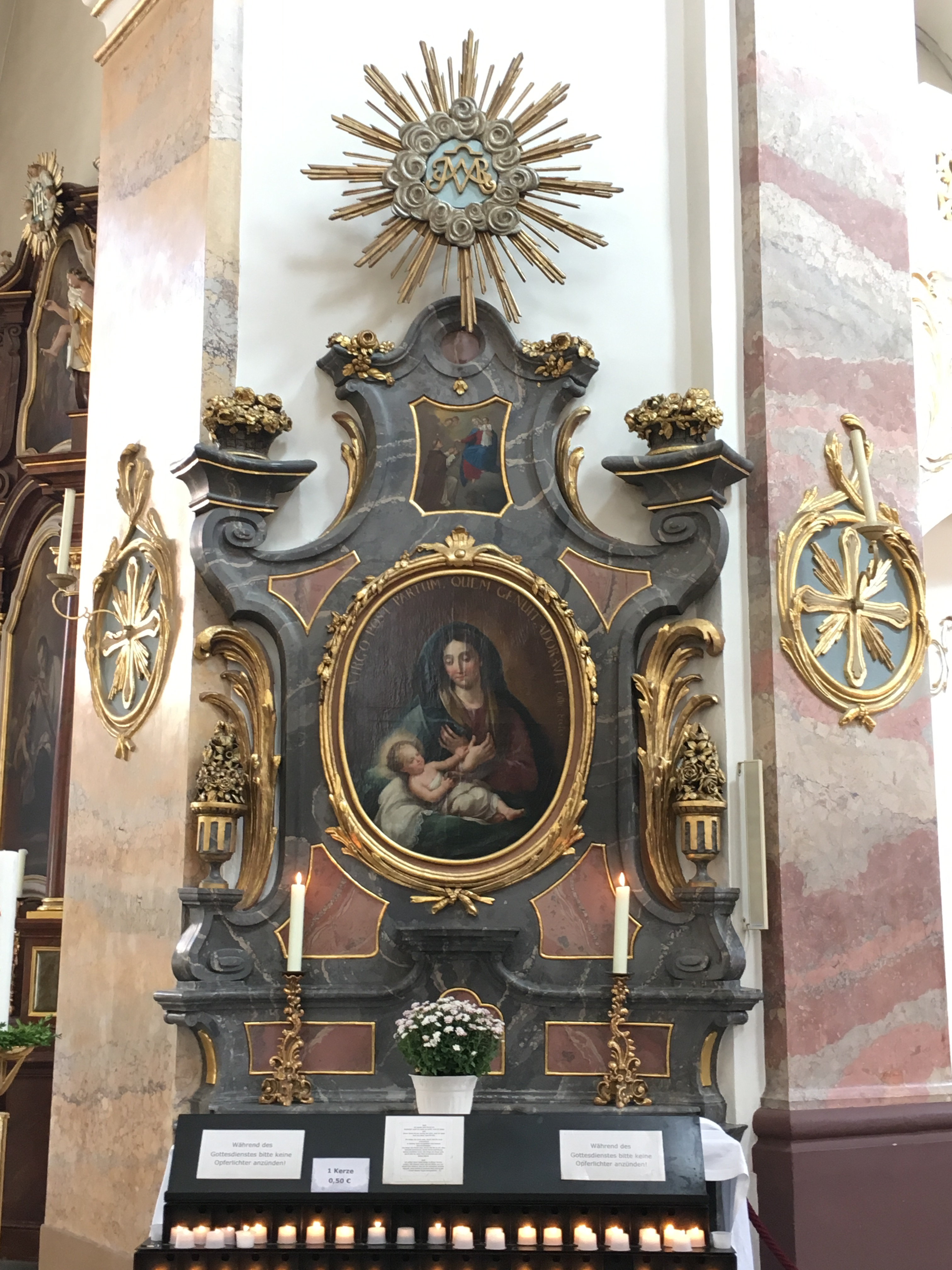
Muttergottesaltar (links neben der Kommunionbank)
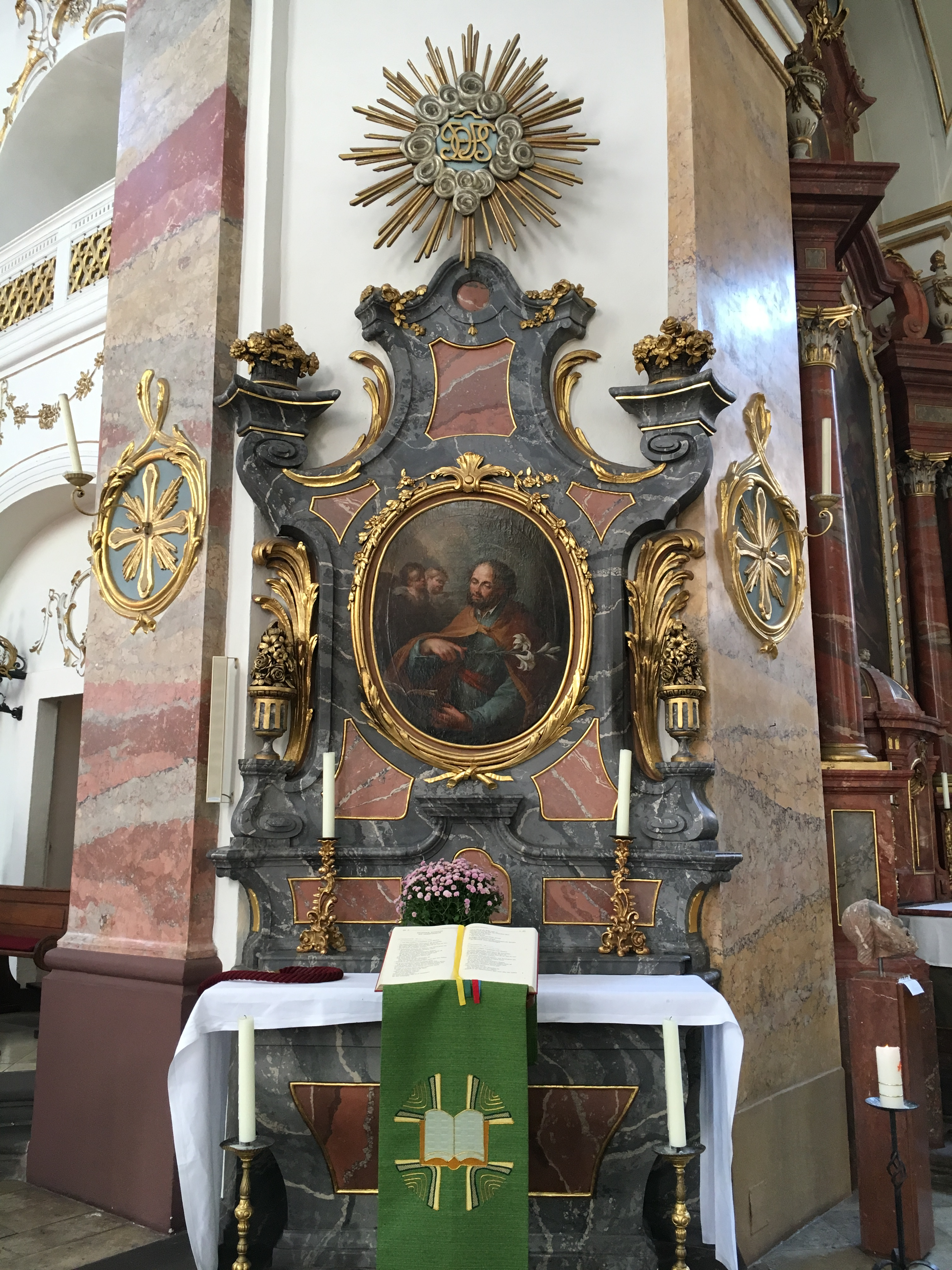
Josefsaltar rechts neben der Kommunionbank
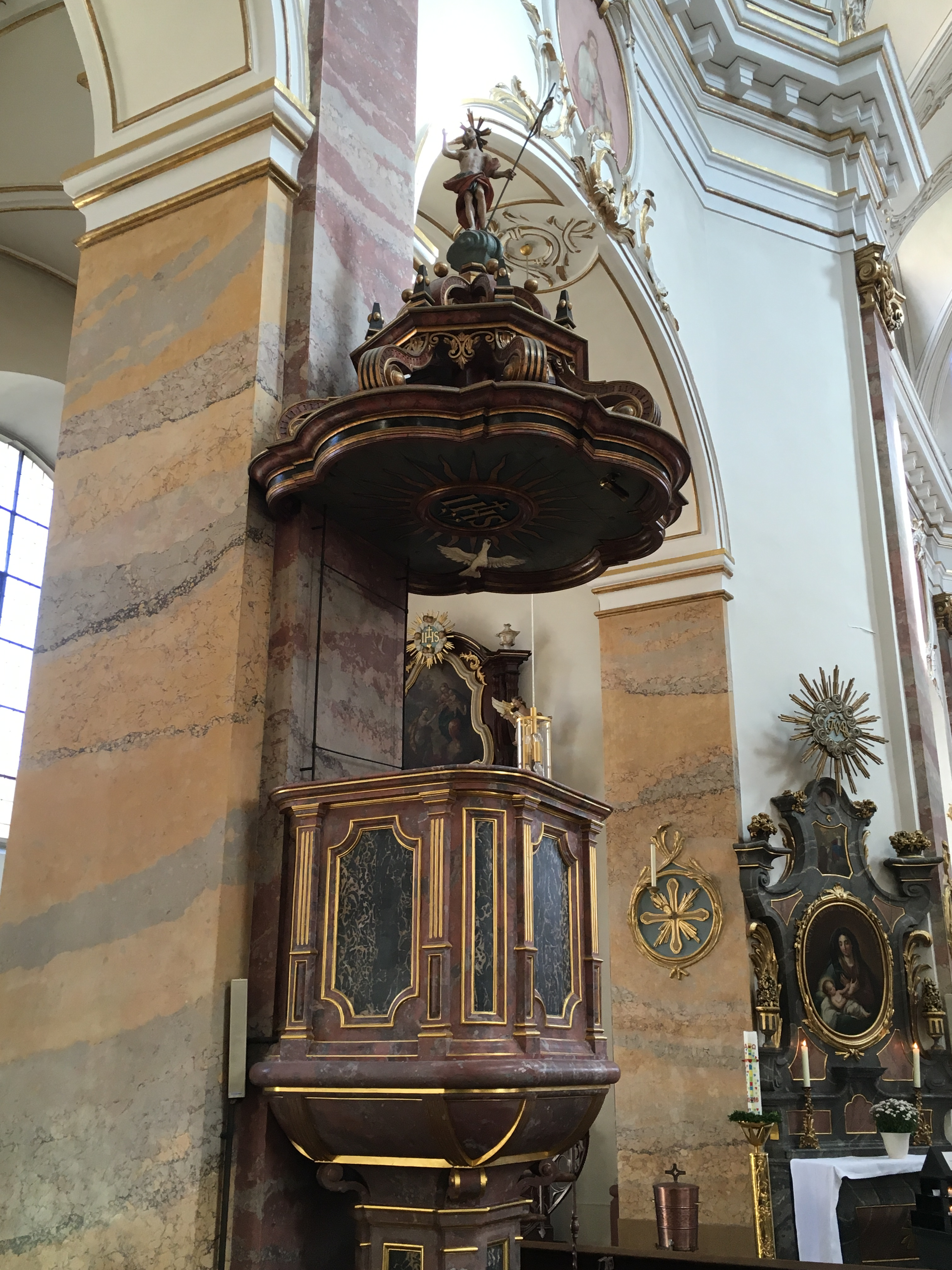
Die Kanzel im nördlichen Teil des Mittelschiffs
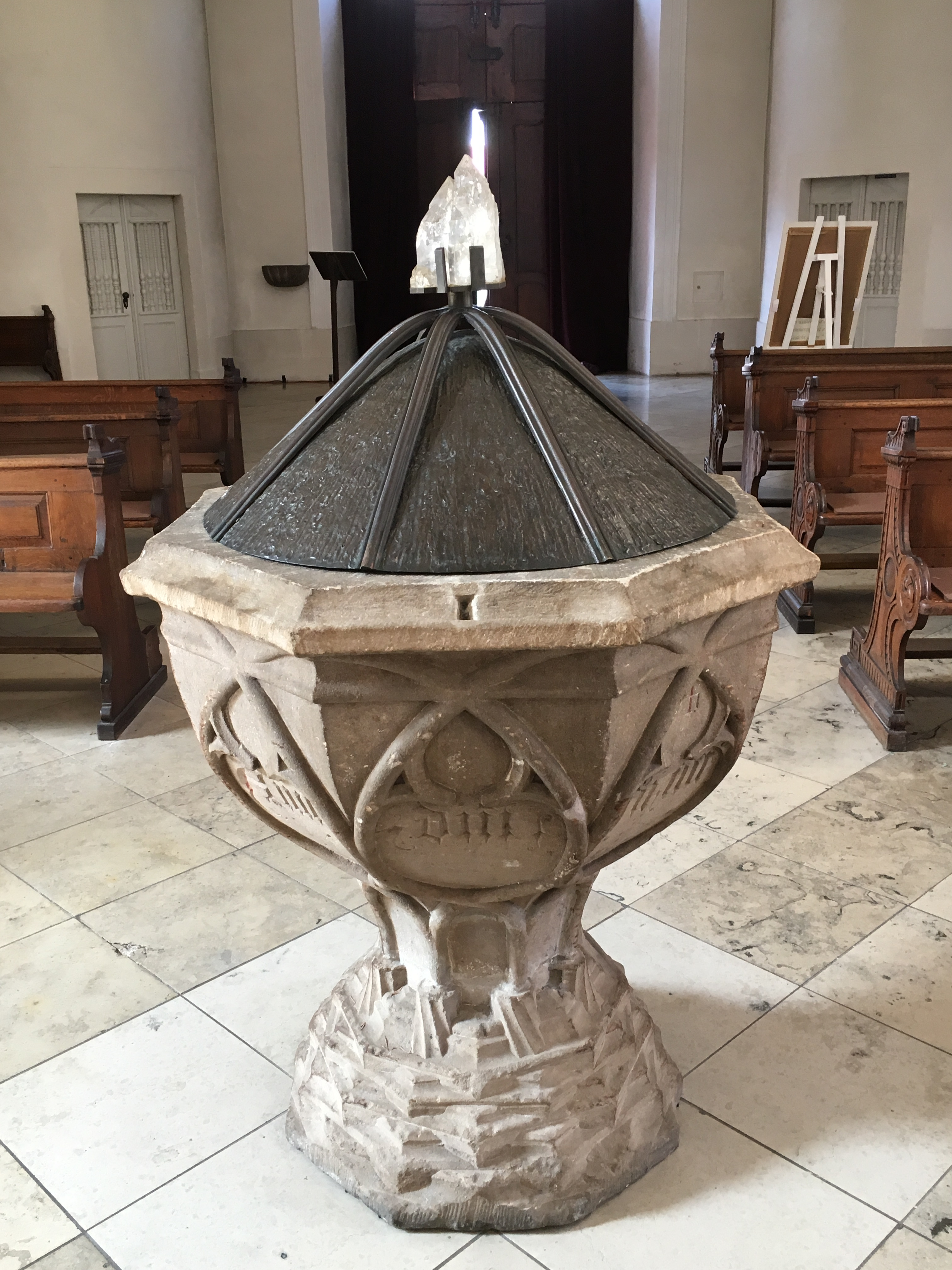
Taufbecken im hinteren Teil des Mittelschiffs
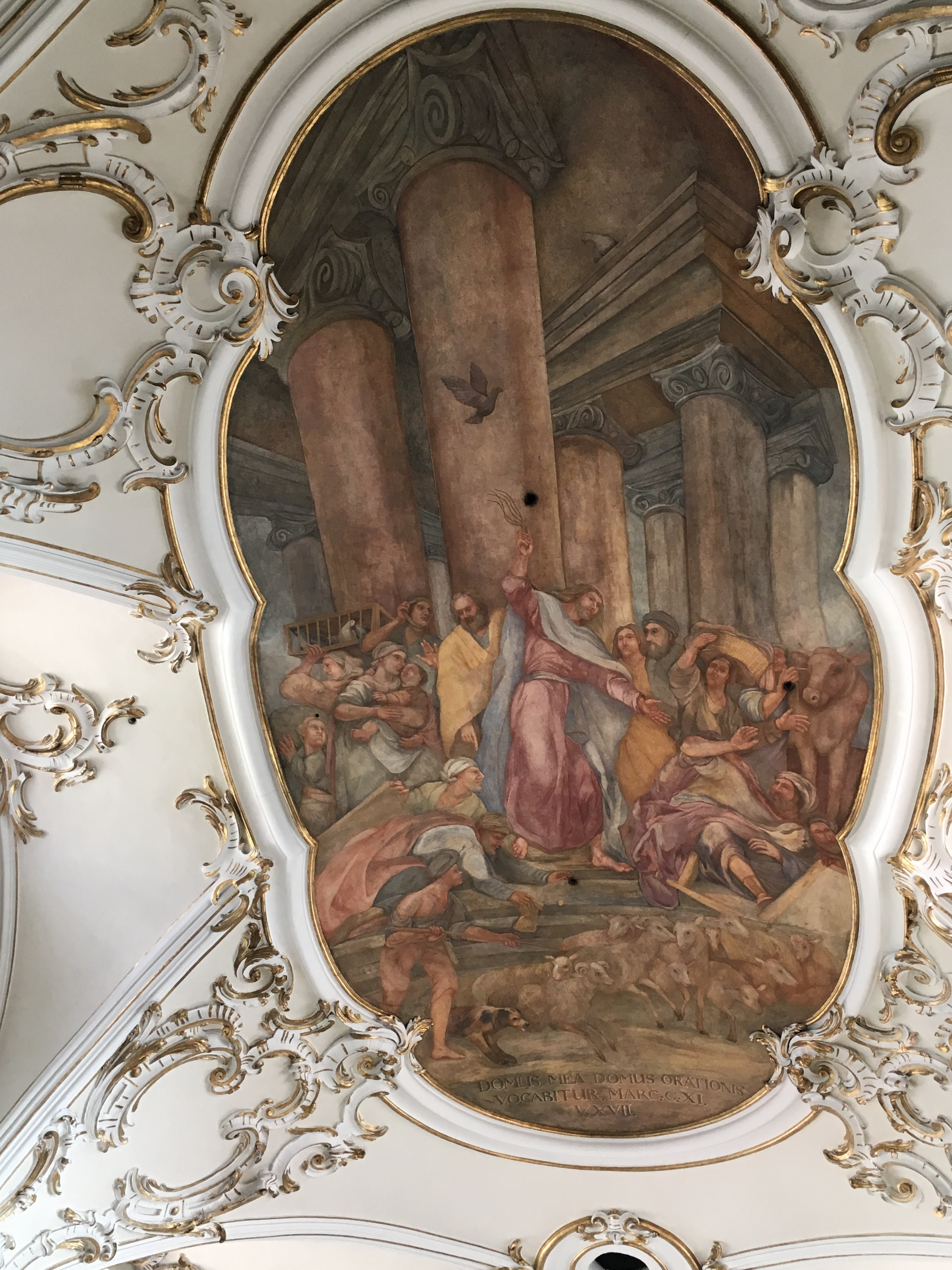
Fresko auf dem Jesus die Händler im Tempel vertreibt
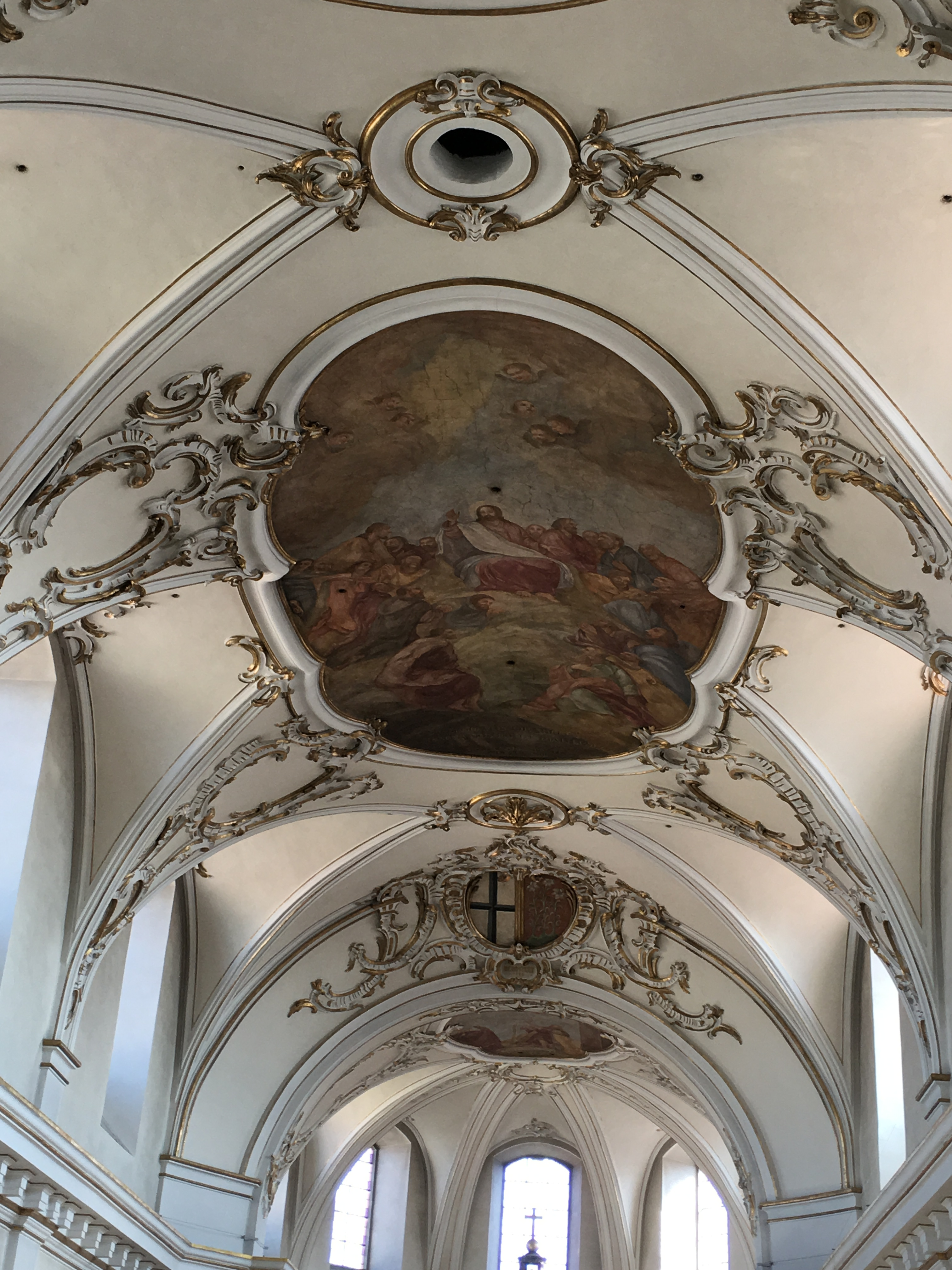
Fresko von der Bergpredigt

### Chor

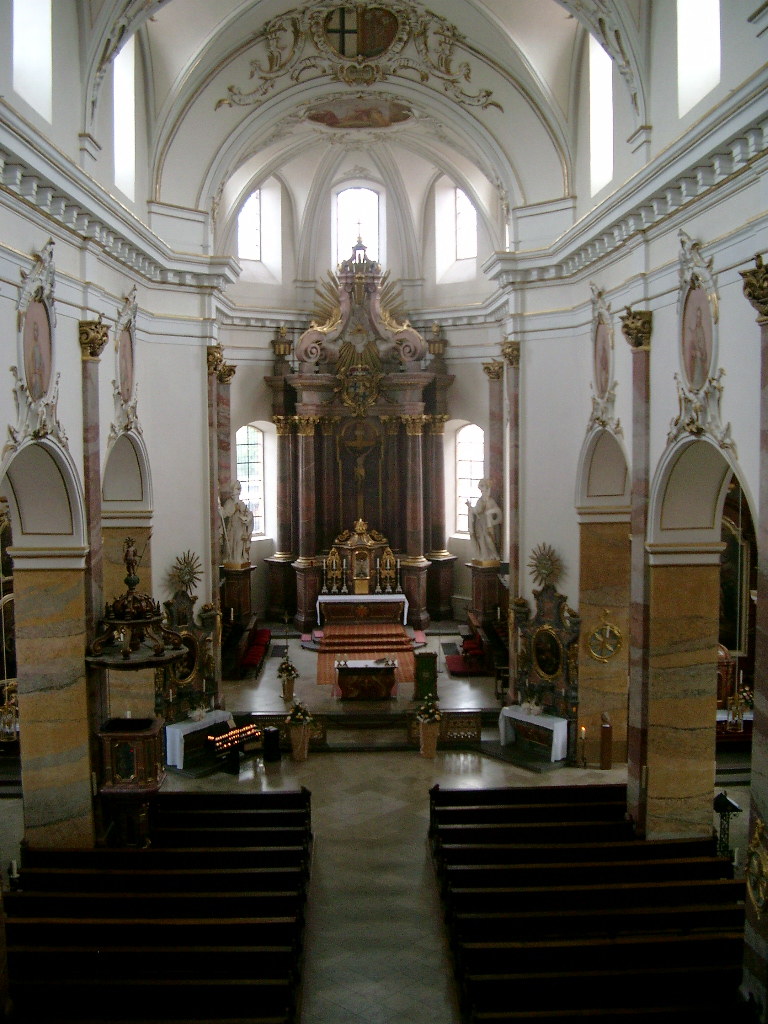
Chor

Der Chor hat etwa die gleiche Breite wie das Mittelschiff. Er ist durch leicht gerundete Wände und einen Chorbogen mit Fuldawappen an der Decke abgetrennt. Die vier runden Abbildungen stellen die restlichen Apostel dar. Diese sind links Petrus und Andreas sowie auf der rechten Seite Paulus und Jakobus der Ältere. An der Decke ist ein Deckenfresko angebracht, welches König David mit einer Harfe zeigt. Außerdem befinden sich dort das hölzerne, barocke Chorgestühl mit jeweils acht Sitzplätzen und die Eingänge zur Haupt- und Nebensakristei.

### Hochaltar
Der Hauptaltar der Stadtpfarrkirche wurde dem des Fuldaer Domes nachempfunden und besteht aus 6 rotbraunen stuckmarmornen Säulen. Zwischen den Altarsäulen ist ein großes Kruzifix angebracht, welches noch aus der Vorgängerkirche stammt. Über dem Altar ist das Wappen Heinrich von Bibras zu erkennen. Als Spitze des Altarbaus ist eine Darstellung des „Auge Gottes“ angebracht. Vor dem Aufbau befindet sich der Altar mit Tabernakel, auf dem eine vergoldete Pelikanstatur befestigt ist.

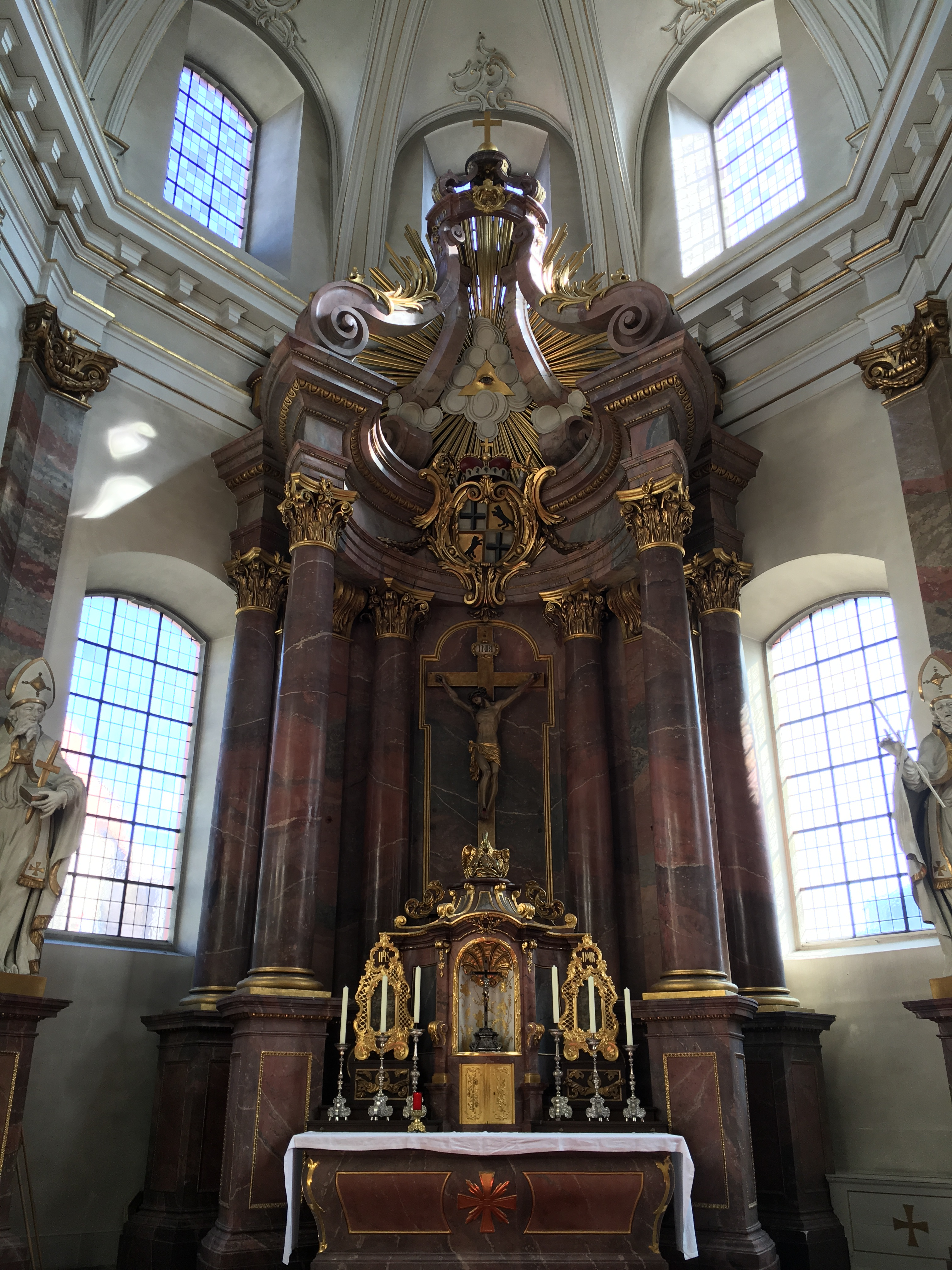
Hochaltar
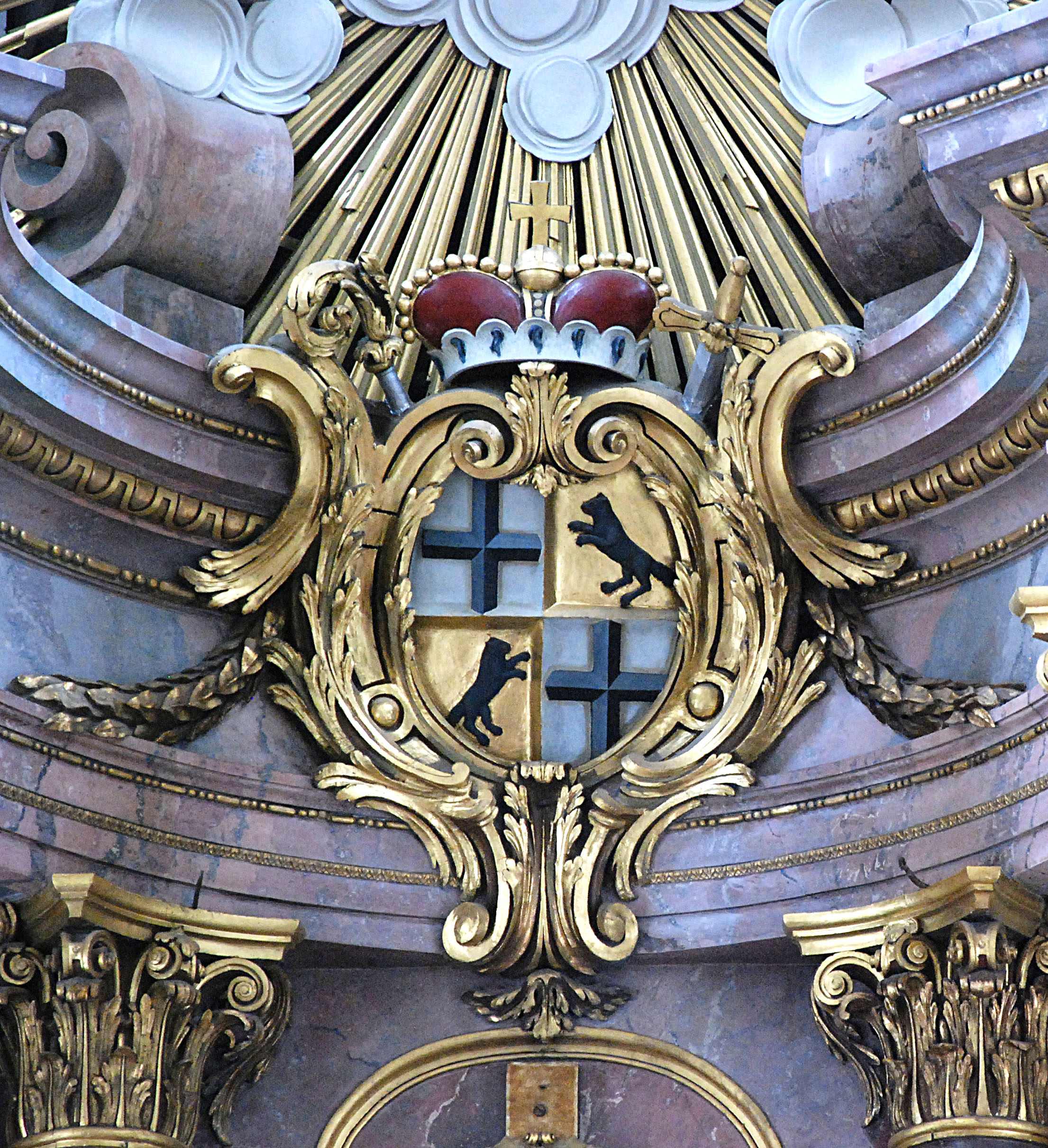
Wappen Heinrichs von Bibra

### Linkes Seitenschiff
Im linken Seitenschiff befindet sich der Aloysiusaltar, welcher um 1760 geschaffen wurde und 1789 in die Stadtpfarrkirche übertragen wurde. Das Altargemälde zeigt den Heiligen Aloysius, während er ein Kruzifix küsst. Dabei hält ein Engel eine Krone. Es stammt von Johannes Andreas Herrlein.
An der Wand im vorderen linken Seitenschiff ist eine Grabplatte angebracht, an dieser Stelle wurde der durch die Französische Revolution vertriebene Trierer Weihbischof Jean-Marie Cuchot d’Herbain 1801 beerdigt.
An der Rückwand des linken Seitenschiffs steht eine Statur der Muttergottes, welche den Gekreuzigten im Arm hält.

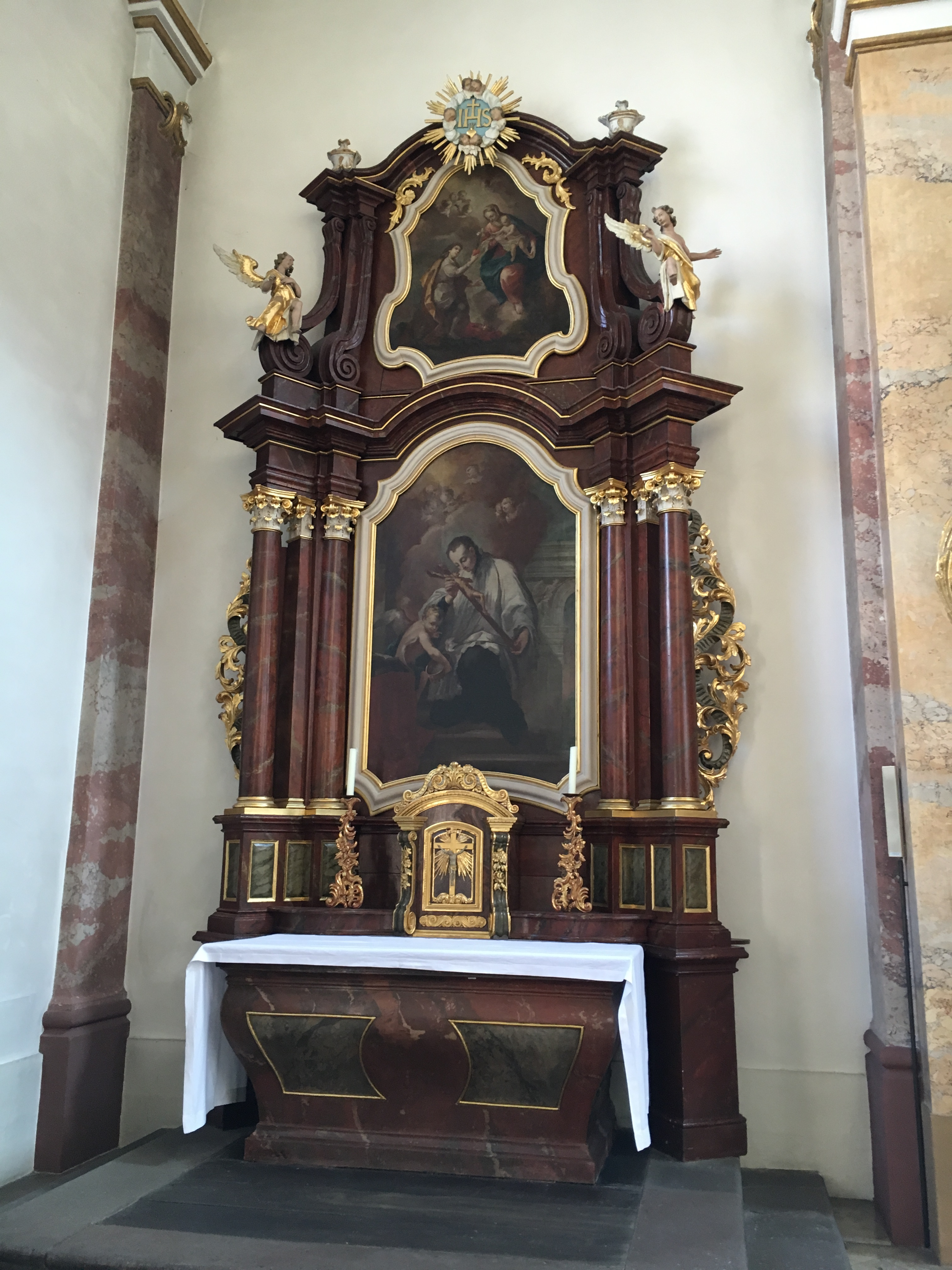
Linker Seitenaltar mit Bild des Heiligen Aloysius
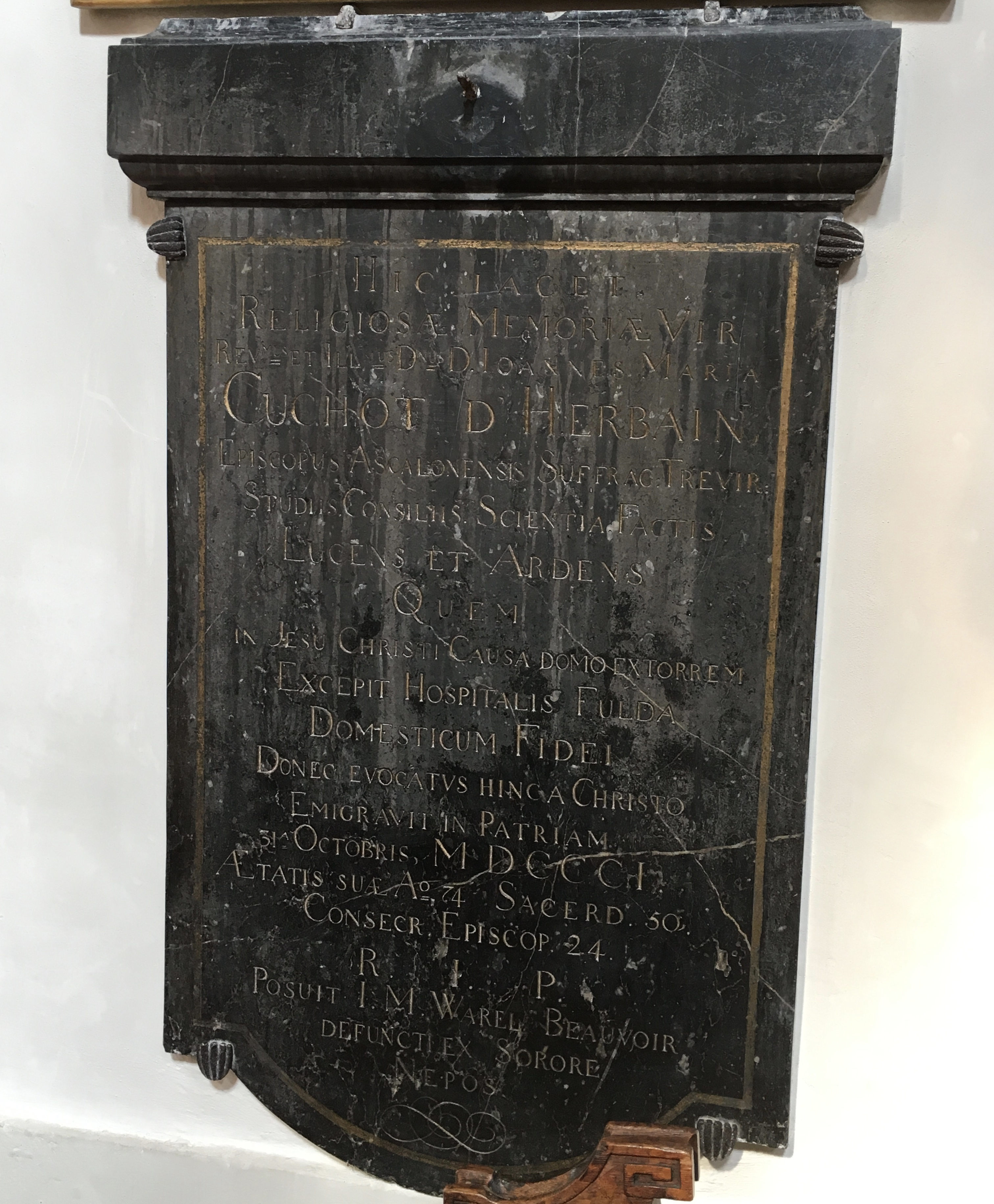
Grabplatte des Weihbischofs Cuchot d´Herbain
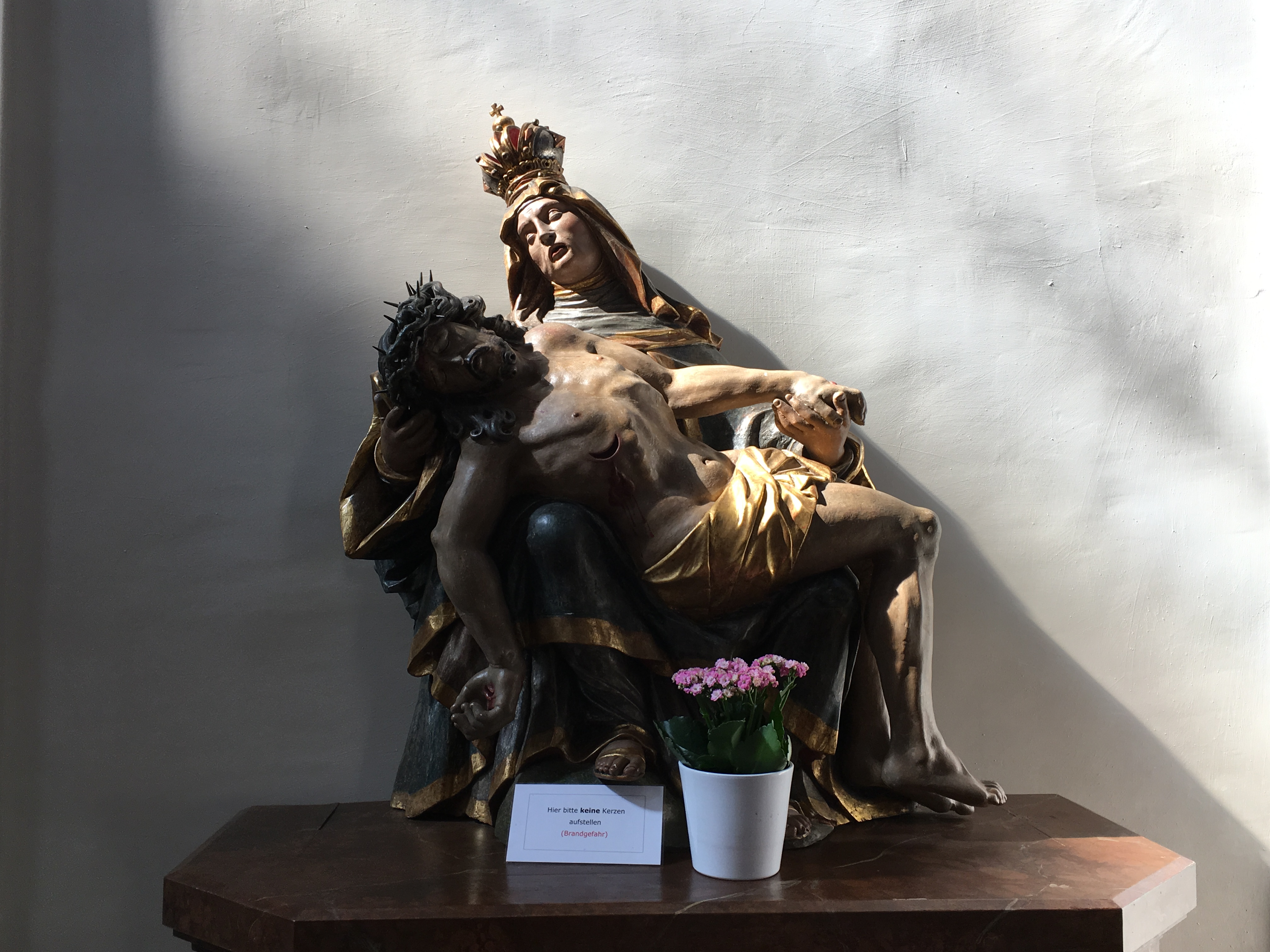
Muttergottes hält Gekreuzigten im Arm

### Rechtes Seitenschiff
Im rechten Seitenschiff befindet sich der Bonifatiusaltar. Auf dem Altargemälde ist Bonifatius mit seinen Begleitern zu erkennen. Bischofsstab, Mitra und ein Buch liegen am Boden. Das Gemälde stammt ebenfalls von Johannes Andreas Herrlein.
An der Rückwand des rechten Seitenschiffs ist eine Holzplastik des Heiligen Antonius, welcher das Jesuskind auf dem Arm trägt.

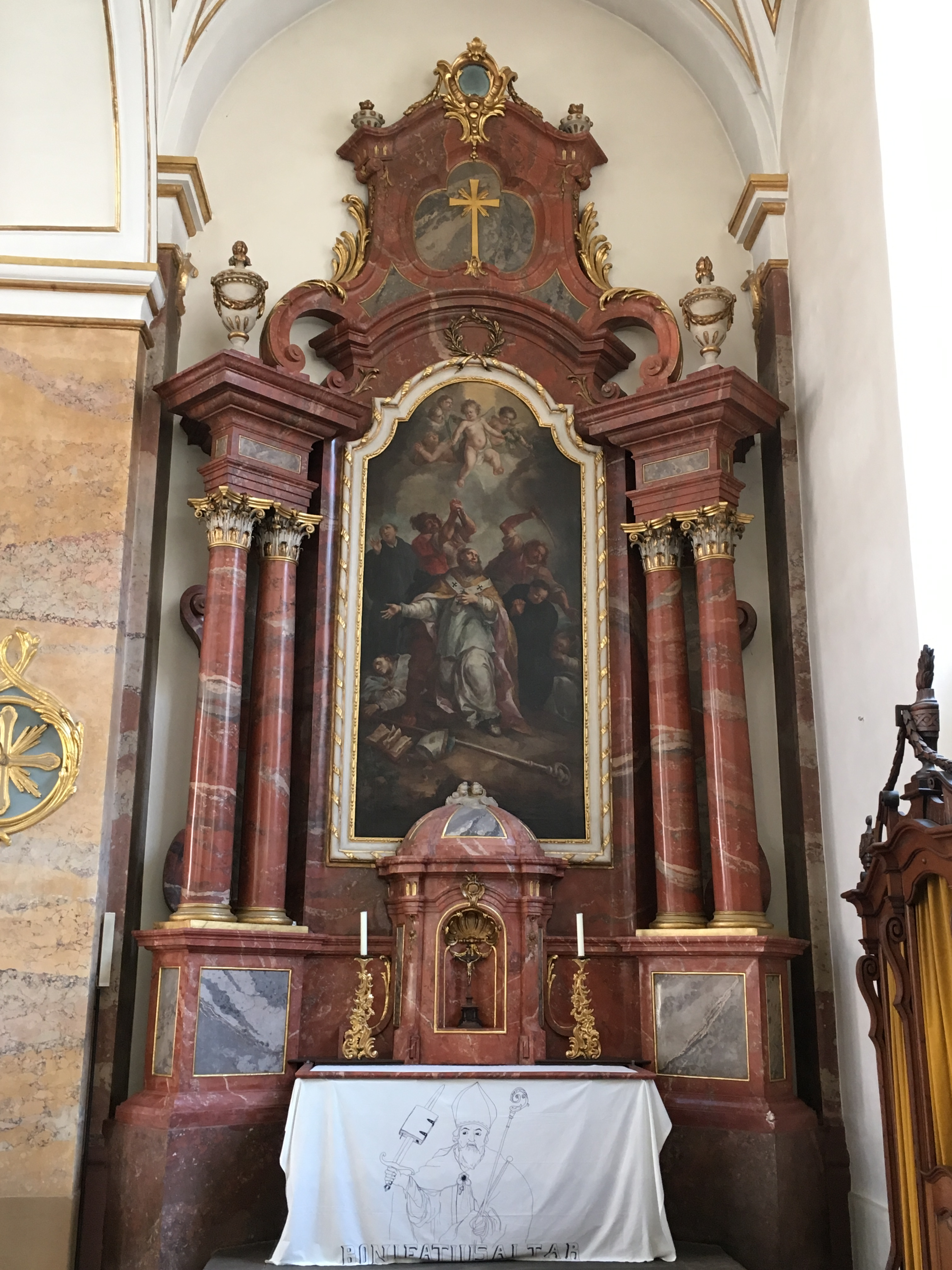
Rechter Seitenaltar (Bonifatiusaltar)
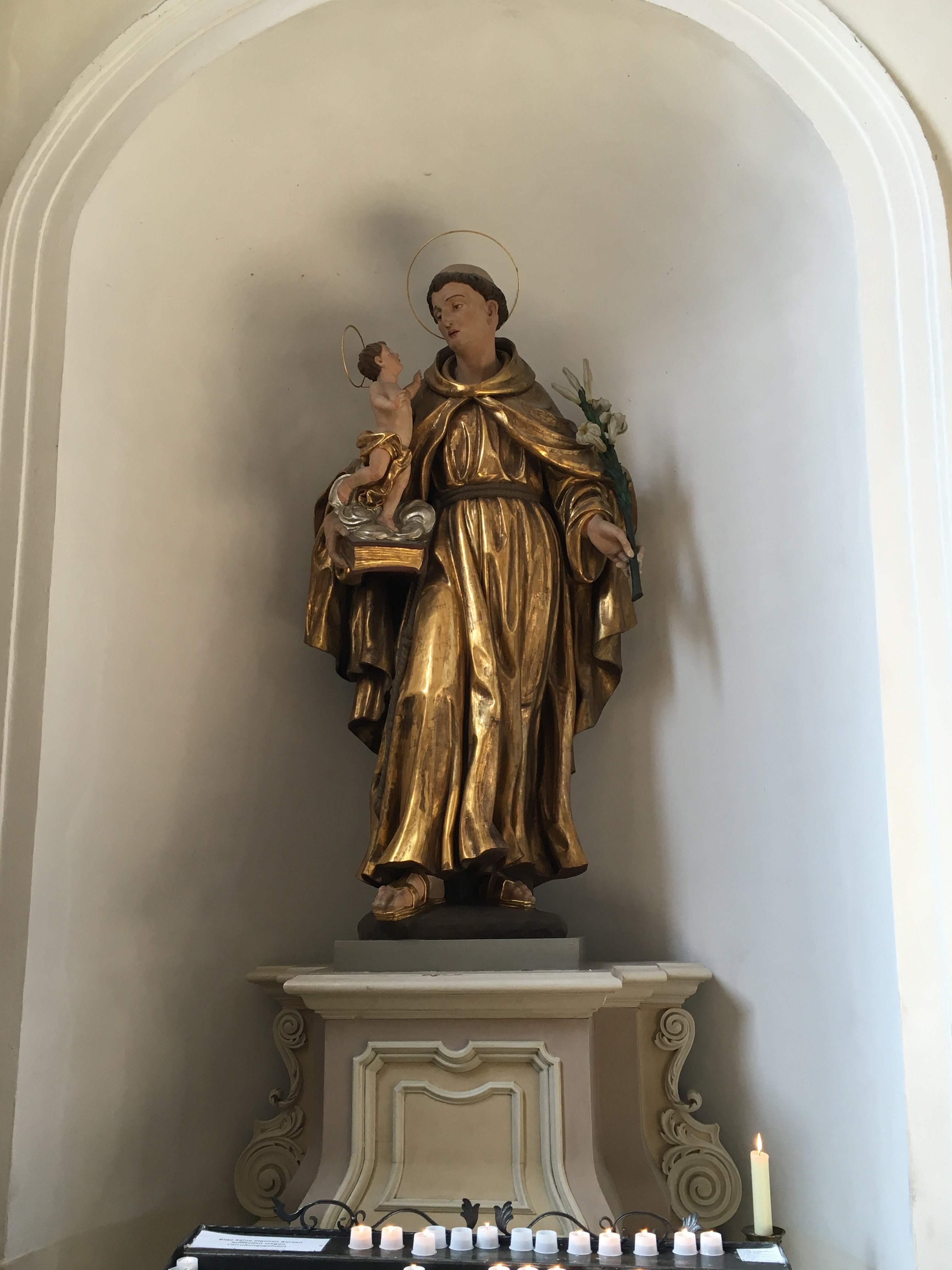
Holzplastik des Heiligen Antonius von Padua

### Anbetungskapelle
Die Anbetungskapelle, welche sich im südlichen Turm befindet, ist durch die Empfangshalle unter der Orgel zu erreichen. Der Altar stammt aus der Abtei der Benediktinerinnen Fulda. Er ist holzgeschnitzt und aus der Zeit des frühen Barocks. Das Altarbild zeigt Jesus beim letzten Abendmahl mit Petrus, Johannes und einem weiteren Jüngern. Es ist eine 1967 angefertigte Kopie eines Gemäldes von Johann Andreas Herrlein, welches sich im Refektorium des Klosters Frauenberg befindet. Neben dem Altar steht eine silberne Strahlenmadonna. An der linken Seite sind die fünf Wunden in Form einer silbernen Abbildung dargestellt.

### Renovierungsarbeiten
Erste Renovierungsarbeiten (an den Deckengemälden von Johann Andreas Herrlein) wurden nach dem Zweiten Weltkrieg 1953 von Kirchenmaler Wirth, Oswald Pejas und Hugo Pfister ausgeführt.
Im Zuge der Dachsanierung, wurde Ende 2000 in der oberen Ostwand des südlichen Seitenschiffes ein vermauerter steinerner Kopf entdeckt. Er stellte sich als Teil (Christuskopf) eines einstigen sogenannten „Ölbergs“ heraus, der beim spätbarocken Neubau abgebrochen wurde. Die wunderschöne, ausdrucksvolle steinerne Vollplastik, die 226 Jahre in der Wand verborgen war, ist heute im Kirchenraum zu besichtigen.

## Pfarrei

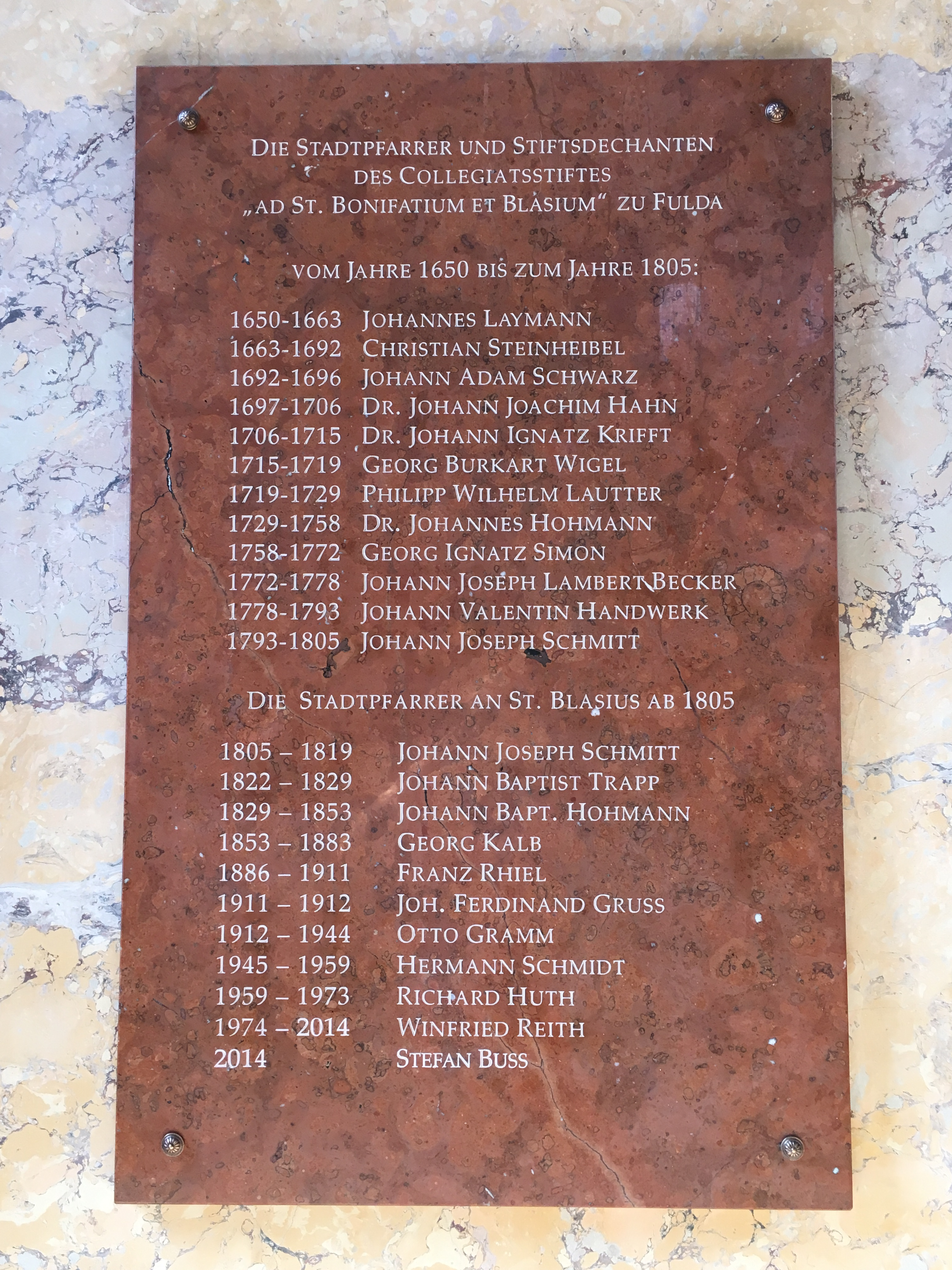
Tafel mit Namen aller Stadtpfarrer und Stiftsdechanten
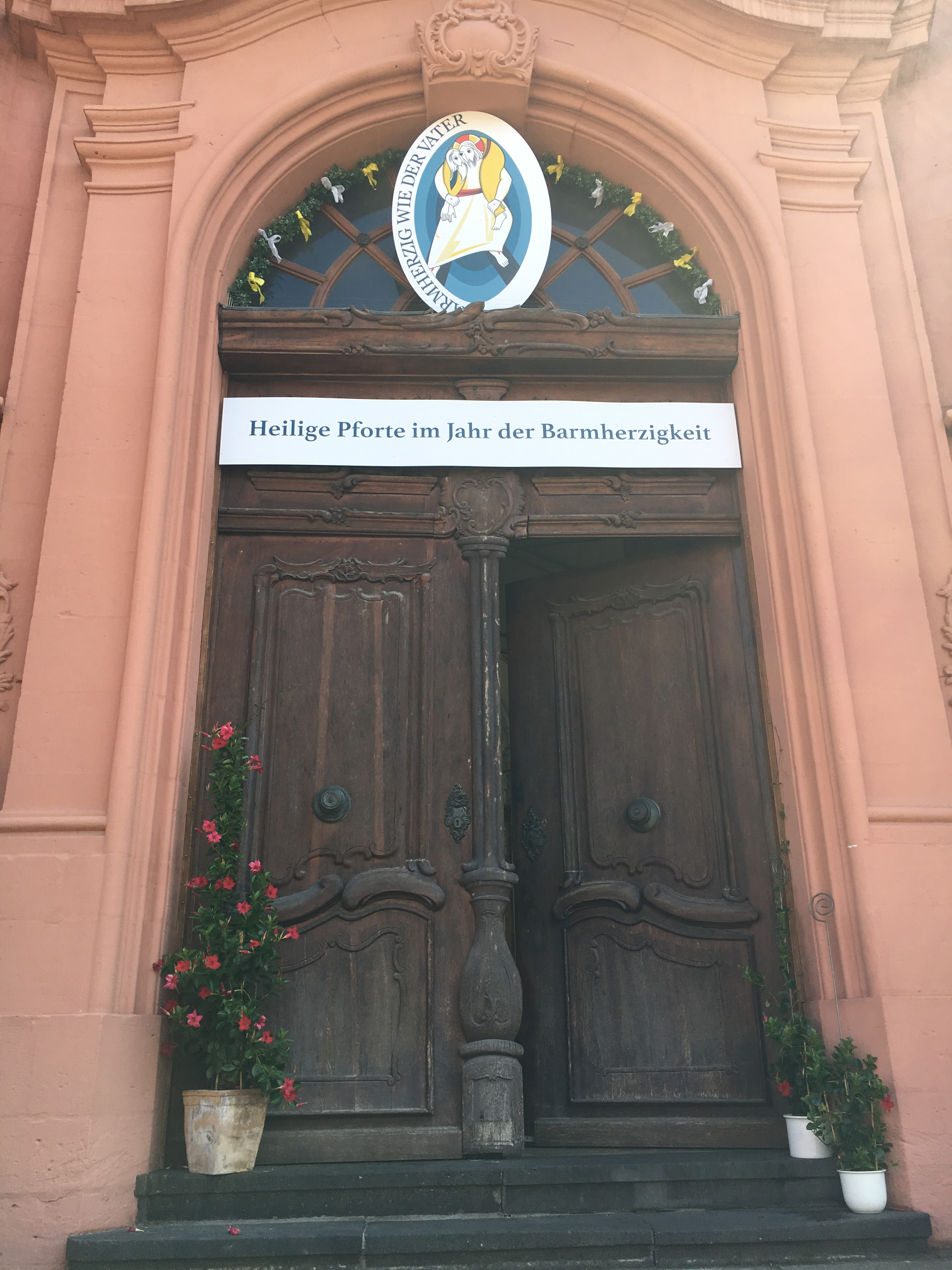
Heilige Pforte in der Stadtpfarrkirche

In der Stadtpfarrkirche war die 1049 erstmals urkundlich erwähnte und älteste Pfarrei Fuldas St. Blasius bis Ende 2014 beheimatet. Diese wurde 2015 auf Anordnung des Fuldaer Bischofs Heinz-Josef Algermissen mit den Pfarreien Christus der Erlöser (Fuldaer Dom), Heilig-Geist und St. Joseph zur Innenstadtpfarrei St. Simplicius, Faustinus und Beatrix zusammengelegt. Die Stadtpfarrkirche dient als Hauptkirche dieser Pfarrei.

## Heiliges Jahr der Barmherzigkeit 2016
Das Hauptportal der Stadtpfarrkirche fungierte im Heiligen Jahr der Barmherzigkeit nach der Anordnung des Fuldaer Bischofs Heinz Josef Algermissens als sogenannte Heilige Pforte. Sie wurde am 13. Dezember 2015 durch Ehrendomkapitular und Stadtpfarrer Stefan Buß geöffnet.

## Orgel

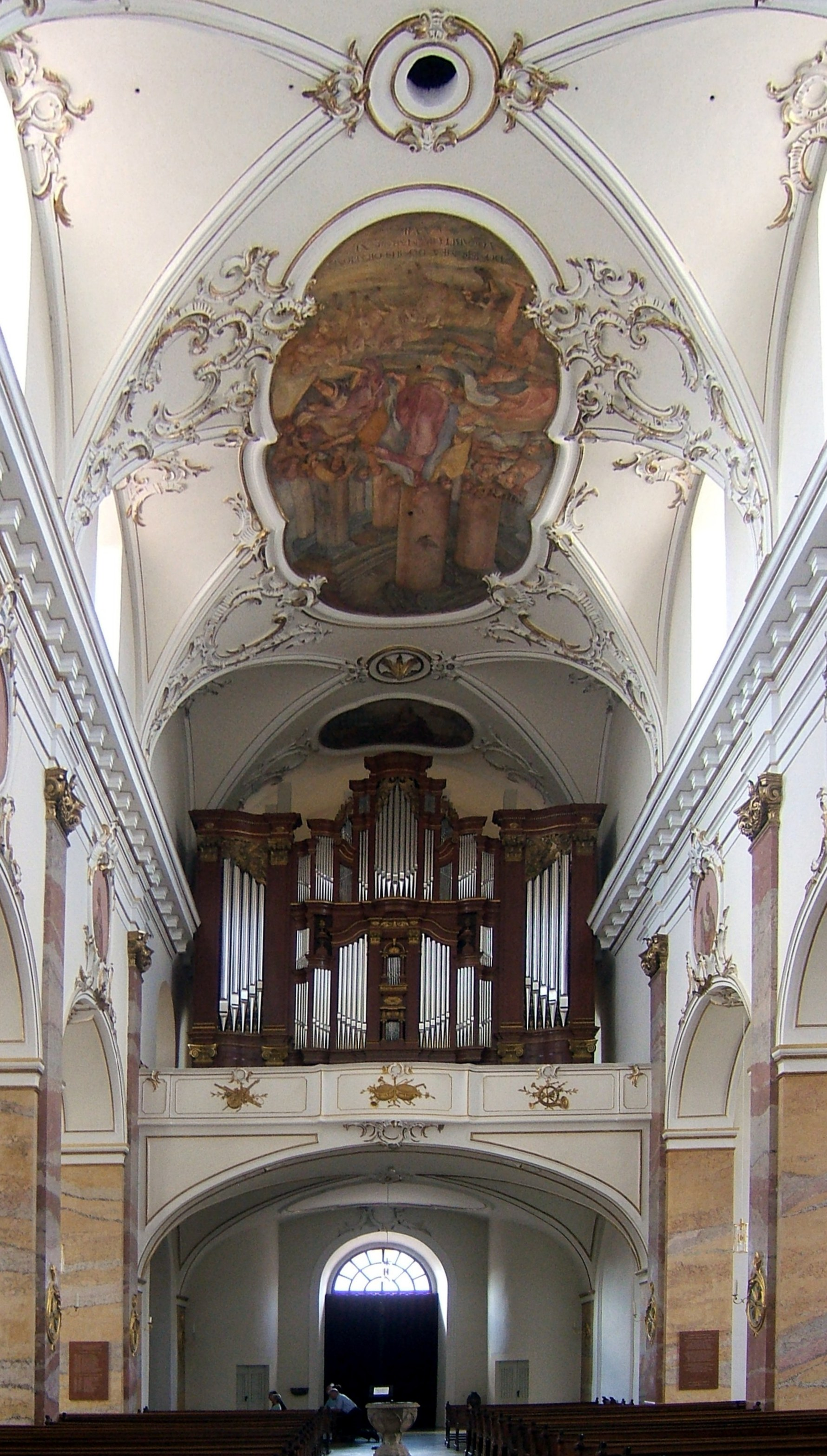
Empore mit Orgelprospekt

Im Vorgängerbau war 1610 vom Kasseler Hoforgelbauer Georg Weisland eine Orgel mit zwei Manualen, einem Pedal und 17 Registern eingebaut; ihr Bau war von Christian Busse begonnen worden, der jedoch bereits 1709 vor ihrer Vollendung verstorben war. 1767 wurde von Jost Oestreich und seinem Sohn Johann eine neue Orgel mit neunzehn Registern eingebaut. Diese wurde 1785 wieder in die neu erbaute Stadtpfarrkirche eingebaut. Der damalige Organist Michael Henkel bemühte sich unermüdlich um den Bau einer neuen Orgel, da die Oestreich-Orgel für die neuerbaute Kirche zu klein war. 1837 wurde durch G. F. Ratzmann eine neue Orgel eingebaut. Die vorherige befindet sich heute in der Stiftskirche in Rasdorf. Die Ratzmann-Orgel besaß 49 Register, verteilt auf drei Manuale und das Pedal. Es war eine Orgel mit mechanischer Schleiflade. Sie hatte eine klassizistische Klanggestalt mit einer reichlich Aliquoten und Streicherstimmen, aber wenigen Zungenstimmen. Unter Beibehaltung des bisherigen Orgelprospekts wurde 1900 von Franz Eggert eine neue Orgel eingebaut mit 41 Registern, verteilt auf drei Manuale und das Pedal. In ihr ist die damals moderne Kegellade verbaut. Das Instrument besaß eine dumpfe nachromantische Disposition. 1942 wurde sie von Albert Späth nach Plänen von Hans Bachem umgebaut. Hauptzweck war eine wesentliche Klangaufhellung. 1961 wurde die sie durch die Firma Orgelbau Kreienbrink wesentlich umgebaut und erweitert und dabei die bestehenden Teile restauriert. Nach dem Umbau hatte sie 67 Register, verteilt auf fünf Manuale und das Pedal. Die damals 5570 Orgelpfeifen befanden sich teilweise hinter dem Ratzmann-Prospekt und in einem neugeschaffenen Rückpositiv. Als Spielsystem diente eine elektrische Kegellade.
2003–2004 wurde sie durch die Orgelbaufirma Klais Bonn reorganisiert. Das Instrument hat 50 Register auf drei Manualen und Pedal. Die Spieltraktur ist mechanisch, die Registertraktur pneumatisch. Seit 2004 verfügt das Instrument über eine elektronische Setzeranlage.
| I Hauptwerk C–f3 |                    |       |
| 1.               | Principal          | 16′   |
| 2.               | Principal          | 8′    |
| 3.               | Quintatön          | 8′    |
| 4.               | Bordun             | 8′    |
| 5.               | Hohlflöte          | 8′    |
| 6.               | Fugara             | 8′    |
| 7.               | Octave             | 4′    |
| 8.               | Gedeckt            | 4′    |
| 9.               | Rauschpfeife II    | 2 ⁄3′ |
| 10.              | Cornet III (ab g0) | 4′    |
| 11.              | Mixtur II–V        | 2′    |
| 12.              | Trompete           | 8′    |

| II Nebenwerk C–f3 |                    |       |
| 13.               | Quintatön          | 16′   |
| 14.               | Principal          | 8′    |
| 15.               | Gedeckt            | 8′    |
| 16.               | Gamba              | 8′    |
| 17.               | Unda maris (ab e0) | 8′    |
| 18.               | Octave             | 4′    |
| 19.               | Fugara             | 4′    |
| 20.               | Rohrflöte          | 4′    |
| 21.               | Octave             | 2′    |
| 22.               | Mixtur IV          | 1 ⁄3′ |
| 23.               | Clarinette         | 8′    |
|                   | Tremulant          |       |

| III Schwellwerk C–f3 |                       |       |
| 24.                  | Bordun                | 16′   |
| 25.                  | Gamba                 | 16′   |
| 26.                  | Geigenprincipal       | 8′    |
| 27.                  | Salicional            | 8′    |
| 28.                  | Aeoline               | 8′    |
| 29.                  | Vox coelestis (ab c0) | 8′    |
| 30.                  | Wiener Flöte          | 8′    |
| 31.                  | Lieblich Gedeckt      | 8′    |
| 32.                  | Principal             | 4′    |
| 33.                  | Traversflöte          | 4′    |
| 34.                  | Gemshorn              | 4′    |
| 35.                  | Viola                 | 4′    |
| 36.                  | Harmonia aeth. IV     | 2 ⁄3′ |
| 37.                  | Flageolet             | 2′    |
| 38.                  | Progressio I–V        | 2′    |
| 39.                  | Tuba                  | 8′    |
| 40.                  | Oboe                  | 8′    |
|                      | Tremulant             |       |

| Pedal C–f1 |               |         |
| 41.        | Untersatz     | 32′     |
| 42.        | Principalbass | 16′     |
| 43.        | Subbass       | 16′     |
| 44.        | Salicetbass   | 16′     |
| 45.        | Quintbass     | 10 2⁄3′ |
| 46.        | Octavbass     | 8′      |
| 47.        | Gedecktbass   | 8′      |
| 48.        | Octave        | 4′      |
| 49.        | Posaune       | 16′     |
| 50.        | Trompete      | 8′      |

- Koppeln: II/I, III/I, III/II, I/P, II/P, III/P

Über der Orgelempore befindet sich ein Gemälde der Heiligen Cäcilia.

## Glocken

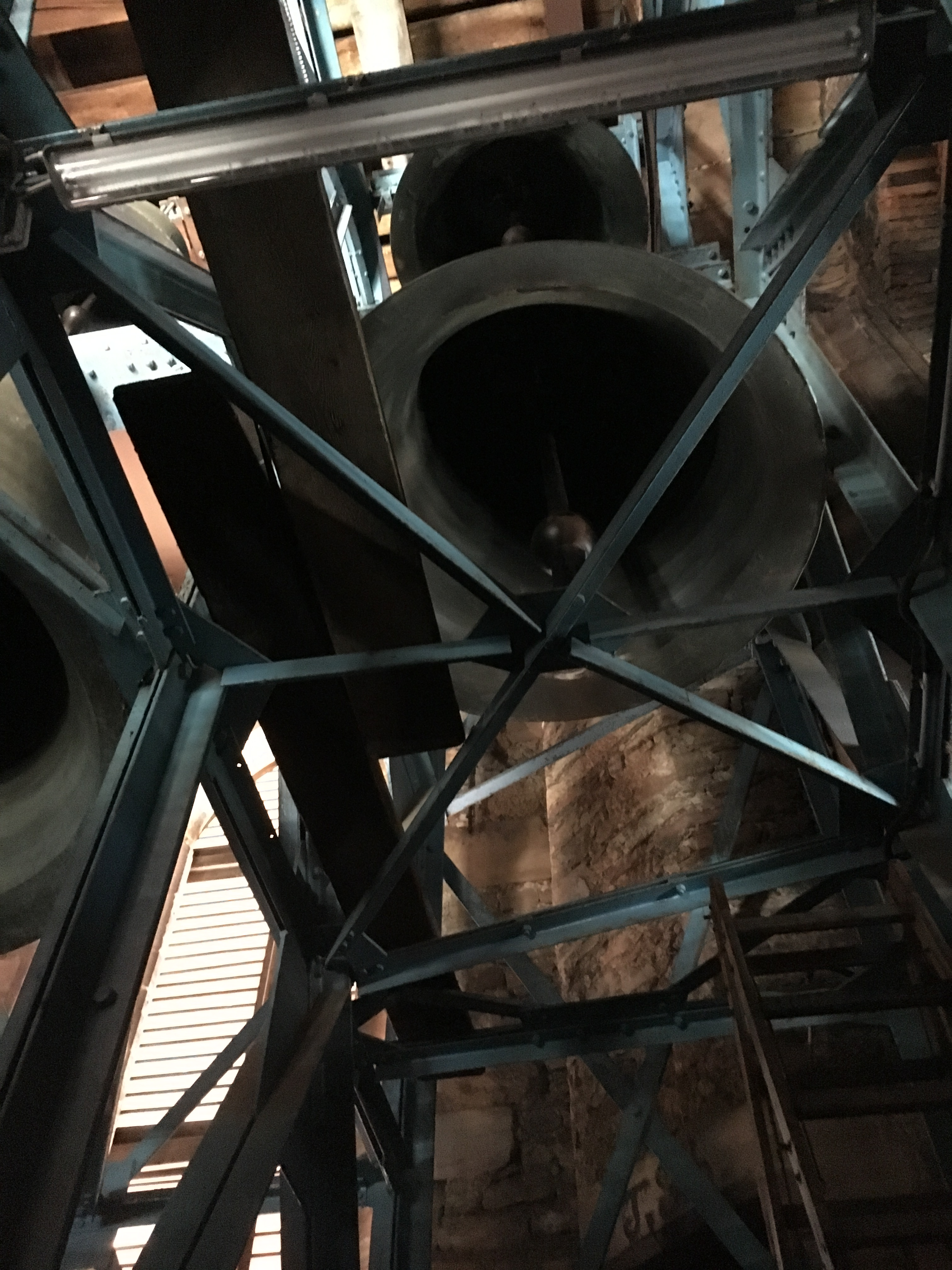
Glocken im Nordturm

Der Nordturm beherbergt das Hauptgeläut der Stadtpfarrkirche aus fünf Glocken, die in der Glockengießerei Otto aus Bremen-Hemelingen gegossen worden sind. Die Gießerei Otto hatte schon 1926 sechs Glocken für St. Blasius geliefert, die aber im Zweiten Weltkrieg zur Rüstungszwecken eingeschmolzen wurden. Im Jahr 1951 lieferte Otto drei neue Glocken, von denen die fis'-Glocke heute noch im Turm von St. Blasius hängt.
Mit der alten Ave- und Verirrtenglocke eines unbekannten Gießers aus dem 14. Jahrhundert (um 1340) hat St. Blasius eine der ältesten in Hessen, die jeden Abend um 21 Uhr (Mai bis September um 22 Uhr) erklingt. Außerdem gibt es noch die Messglocke, die Friedrich Kutschenbach aus Eisenach 1783 gegossen hatte.
| Glocke | Name                     | Gussjahr | Gewicht | Durchmesser | Schlagton |
| ------ | ------------------------ | -------- | ------- | ----------- | --------- |
| I      | Erlöserglocke            | 1966     | 4370 kg | 1880 mm     | a°        |
| II     | Rosenkranzkönigin        | 1966     | 3260 kg | 1674 mm     | h°        |
| III    | Konzilsglocke            | 1966     | 1950 kg | 1408 mm     | d′        |
| IV     | Blasiusglocke            | 1966     | 1360 kg | 1254 mm     | e′        |
| V      | Simpliciusglocke         | 1951     | 980 kg  | 1142 mm     | fis′      |
|        |                          |          |         |             |           |
| VI     | Ave- und Verirrtenglocke | 14. Jh.  | 1003 kg | 1140 mm     | g′        |
| VII    | Messglocke               | 1783     | 0095 kg | 0544 mm     | fis″      |